# The Eras Tour
The Eras Tour (estilizado como Taylor Swift | The Eras Tour) fue la sexta gira de conciertos de la cantante y compositora estadounidense Taylor Swift. Después de no haber realizado la gira de sus álbumes de estudio en 2019 y 2020 con Lover, Folklore y Evermore debido a la pandemia de COVID-19. Taylor se embarca en The Eras Tour en apoyo de su discografía completa. Se trata de una gira por estadios que comenzó el 17 de marzo de 2023 en Glendale, Arizona y culminó el 8 de diciembre de 2024 en Vancouver, Canadá.
Descrito por la propia Swift como «un viaje a través de las eras musicales de [su] carrera», cada concierto tiene una duración de más de tres horas, consistiendo en 45 canciones interpretadas y segmentadas en diez actos, incluyendo el set acústico, los cuales están específicamente enfocados en cada álbum de la cantante. La gira ha sido elogiada universalmente por el concepto, producción, y las habilidades artísticas y performativas de Swift. 
Diversos medios denominaron a la demanda para conseguir entradas de la gira en Estados Unidos como «imprecedente» y «estratosférica», con alrededor de 3.5 millones de personas registradas en los programas de preventa de la plataforma de Ticketmaster. Más de 2.4 millones de entradas fueron vendidas durante el día de la preventa, 15 de noviembre de 2022, y a pesar de que el sitio web sufriera múltiples colapsos, la gira logró batir el récord de la mayor cantidad de ventas en un solo día. No obstante, Ticketmaster fue severamente criticado tanto por el público como por figuras políticas, dando apertura al debate de monopolios en espectáculos musicales en vivo. Para diciembre de 2023, se convirtió en la gira más recaudadora de la historia y la primera en recaudar más de $1000 millones de dólares convirtiéndola en la primera gira musical en la historia en rebasar los mil millones de dólares en recaudación, una vez finalizada la gira, el 9 de diciembre de 2024 la gira había recaudado $2.077 millones de dólares, convirtiéndose en la primera gira en la historia en alcanzar los dos mil millones de dólares en recaudación de acuerdo a cifras oficiales reveladas por The New York Times .
Swift anunció y estrenó diversos proyectos durante recitales de la gira, tales como ediciones especiales de Midnights, regrabaciones de la serie denominada Taylor's Version de Speak Now y 1989, los videos musicales de «Karma» y «I Can See You», el lanzamiento de «Cruel Summer» como sencillo y diferentes ediciones físicas de su undécimo álbum de estudio The Tortured Poets Deparment. La proyección internacional en cines de Taylor Swift: The Eras Tour fue inaugurada el 13 de octubre de 2023, para convertirse consecuentemente en la película de concierto más taquillera en la historia.

## Antecedentes y desarrollo
En apoyo de su sexto álbum de estudio, Reputation (2017), Taylor Swift se embarcó en el Reputation Stadium Tour, su quinta gira de conciertos, en 2018. Debido a las consecuencias de la pandemia de COVID-19 a principios de 2020, Swift canceló su sexta gira de conciertos, entonces titulada Lover Fest, que había sido planeada para apoyar su séptimo álbum de estudio, Lover (2019). Desde entonces, publicó otros tres álbumes de estudio y dos regrabaciones—Folklore (2020), Evermore (2020), Fearless (Taylor's Version) (2021), Red (Taylor's Version) (2021) y Midnights (2022)—sin hacer gira por ninguno de ellos.

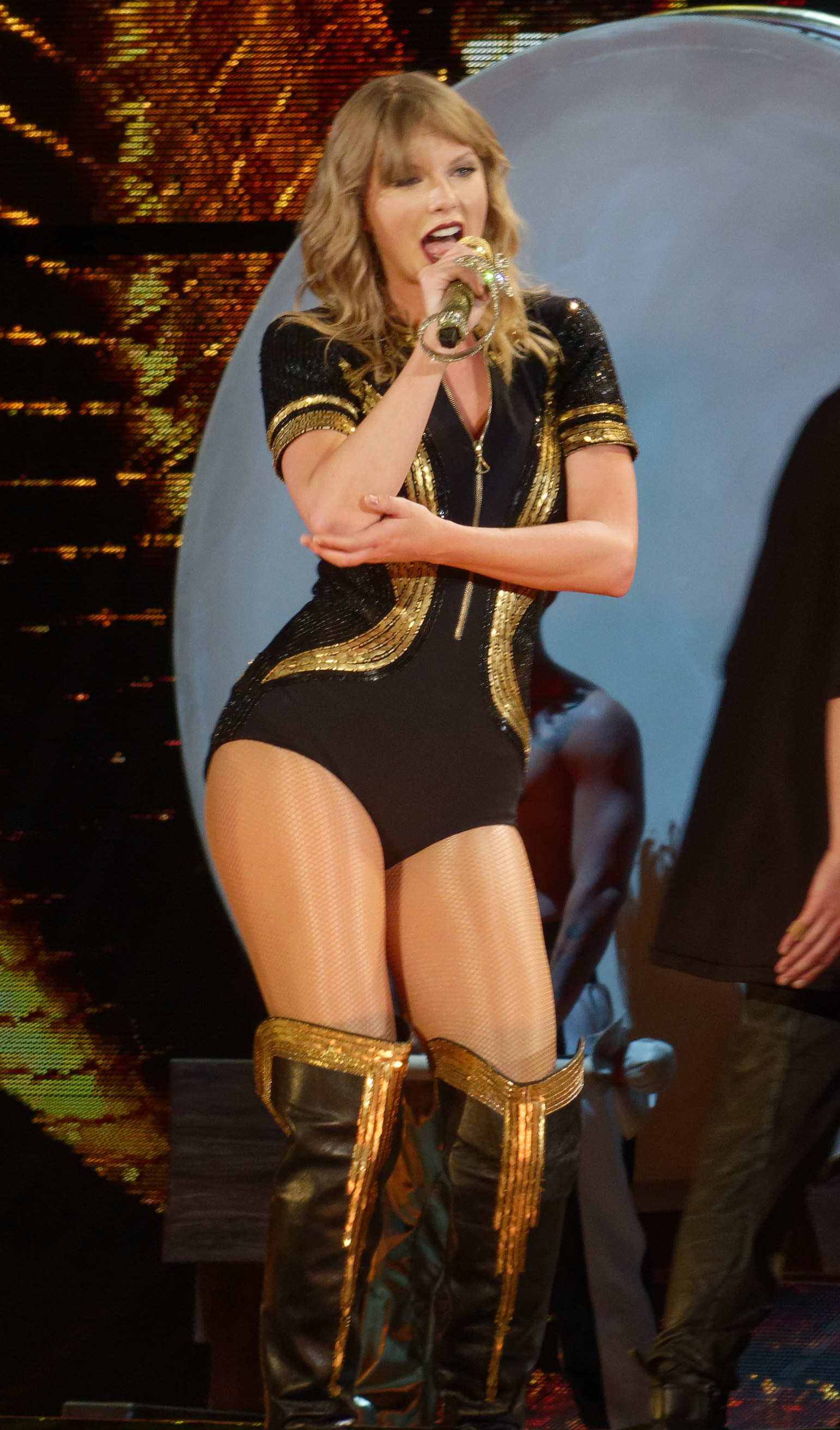
Taylor Swift en su gira de 2018, Reputation Stadium Tour, la más exitosa en la historia de Norteamérica hasta el 2023.

Durante los días previos al lanzamiento de Midnights, el 18 de octubre de 2022, el sitio web oficial de Swift en el Reino Unido confirmó indirectamente una próxima gira de conciertos. Esta noticia se contradice directamente con las noticias de septiembre de 2022, según las cuales Swift no planeaba salir de gira hasta que se completaran las regrabaciones de Taylor's Version, la supuesta razón por la que se había negado a actuar en el espectáculo del medio tiempo del Super Bowl LVII. La reserva de Midnights en la tienda del Reino Unido dio lugar a un «código especial de preventa para las próximas fechas de los espectáculos de Taylor Swift en el Reino Unido, que están por anunciarse». En el programa The Tonight Show Starring Jimmy Fallon del 24 de octubre, Swift declaró que «debería [salir de gira]. Cuando sea el momento, [lo haré]». Dijo que sucedería «pronto», en The Graham Norton Show el 28 de octubre.
El 1 de noviembre de 2022, Swift anunció en Good Morning America y a través de sus cuentas en las redes sociales que su renovada sexta gira de conciertos se llamaría The Eras Tour. Es su primera gira de conciertos en cinco años, la cual comenzó el 17 de marzo de 2023 en Glendale, Arizona y concluiría el 5 de agosto de 2023 en Inglewood, California. En un inicio, el anuncio correspondía a los primeros 27 conciertos que recorrerían 20 ciudades estadounidenses, sin embargo, el 5 de noviembre de 2022, sin siquiera haber iniciado la venta de entradas, se anunciaron 8 fechas adicionales, haciendo que la primera parte de la gira consistiera en 35 conciertos repartidos en 20 ciudades. Luego, el 11 de noviembre, debido a lo que TaylorNation consideró una «demanda sin precedentes», se agregaron 17 nuevas fechas, haciendo que la primera etapa de la gira sean 52 shows en las mismas 20 ciudades anunciadas inicialmente. Los teloneros de la parte estadounidense de la gira son Paramore, Haim, Phoebe Bridgers, Beabadoobee, Girl in Red, Muna, Gayle, Gracie Abrams y Owenn, que comparten una fecha.
Horas antes de que iniciara la gira, Swift lanzó cuatro canciones para conmemorar dicho comienzo, las cuales fueron «Eyes Open (Taylor's Version)» y «Safe & Sound (Taylor's Version)», pertenecientes a The Hunger Games: Songs from District 12 and Beyond, la banda sonora de la película del 2012 Los Juegos del Hambre; «If This Was a Movie (Taylor's Version)», la regrabación de uno de los temas de la versión deluxe de Speak Now; y «All Of The Girls You Loved Before», una canción inédita del álbum Lover que fue filtrada en internet. Late Night Edition, la edición especial de un CD físico de Midnights con el tema «You're Losing Me (From the Vault)», sería vendida exclusivamente durante los recitales en East Rutherford, Nueva Jersey.
Nuevas fechas internacionales se anunciaron el día 2 de junio de 2023, conformando 8 fechas agendadas a través de México, Argentina y Brasil junto a Sabrina Carpenter como telonera. Con la gira, la cantante se presentaría oficialmente por primera vez en América Latina, confirmando los reportes rumorados de negociaciones en países de la región. Además, marcaría el regreso de Swift a México y Brasil, después de que su única presentación en dichos países fueran en 2011 y 2012, con un concierto exclusivo a bordo de un crucero en Cozumel antes de embarcarse en el Speak Now World Tour y otro en el Citibank Hall en Río de Janeiro, respectivamente. Tras agotarse las dos fechas originales en Buenos Aires, un tercer recital para el 11 de noviembre fue agregado. Nuevas fechas fueron añadidas el 12 de junio debido a la alta demanda, siendo dos en Brasil y una en México. El 20 de junio se revelaron 38 fechas repartidas en Asia, Oceanía y Europa, de las que regresaría a diversos países desde Speak Now World Tour y otros en los que incluso ofrecería recitales por primera vez en su carrera. Posteriormente, 18 fechas adicionales en ciudades de Estados Unidos y Canadá fueron anunciadas.

## Venta de tickets

### América del Norte
Las entradas para la gira estaban previstas para salir a la venta para el público en general el 18 de noviembre de 2022. La preventa para los titulares de la tarjeta Capital One comenzó el 15 de noviembre. Los aficionados pudieron registrarse en el programa Ticketmaster Verified Fan desde el 1 de noviembre hasta el 9 de noviembre para recibir un código que otorga acceso exclusivo para comprar las entradas el 15 de noviembre; los titulares de entradas anteriores para el Lover Fest también recibieron acceso preferente a la preventa si se registraron utilizando la misma cuenta de Ticketmaster. Swift confirmó los precios de las entradas por adelantado, abandonando el modelo de entradas platino; en un rango entre 49 y 449 dólares, mientras que los paquetes vip empezaron en 199 dólares y llegaron hasta 899 dólares, por orden de llegada. La gira registró una demanda sin precedentes en la historia de Ticketmaster, ya que el 15 de noviembre de 2022, el día en el que comenzó la preventa para los usuarios previamente registrados en el programa de Verified Fan, el sitio web colapsó debido a la histórica cantidad de usuarios que intentaron conseguir entradas para la gira.
La venta en Canadá se realizaría también con Ticketmaster y el registro a la modalidad Verified Fan de la plataforma. Miembros activos del servicio Avion Rewards de Royal Bank of Canada recibieron códigos exclusivos de acceso a preventa.

### América Latina
La venta para los países de la región latinoamericana se realizaría durante la primera mitad de junio de 2023, con una preventa exclusiva para clientes del Banco Patagonia en Argentina el día 5 a través de la página de tickets All Access, en la que de acuerdo a reportes de Ámbito Financiero, alrededor de un millón de personas intentaron conseguir una de las 24 000 entradas disponibles en dicha fase, mientras que en la venta general se contabilizaron más de tres millones de personas. Tanto cuentahabientes de C6 Bank como quienes obtuvieron entradas para las fechas canceladas de Lover Fest en São Paulo recibieron accesos primordiales para la preventa brasileña. En esa etapa, más de un millón de compradores se unieron a la fila virtual y agotaron las entradas liberadas en aproximadamente treinta minutos, además de que fanáticos comenzaron a acampar afuera de las instalaciones del Allianz Parque para conseguir entradas físicas de la venta general del día 12, en la que se contabilizaron otras dos millones de personas. El proceso en México sería mediante el sistema de Verified Fan de Ticketmaster, con el registro abierto en un periodo abarcado del 2 al 7 de junio para cada una de las cuatro fechas inicialmente anunciadas.

### Asia y Oceanía

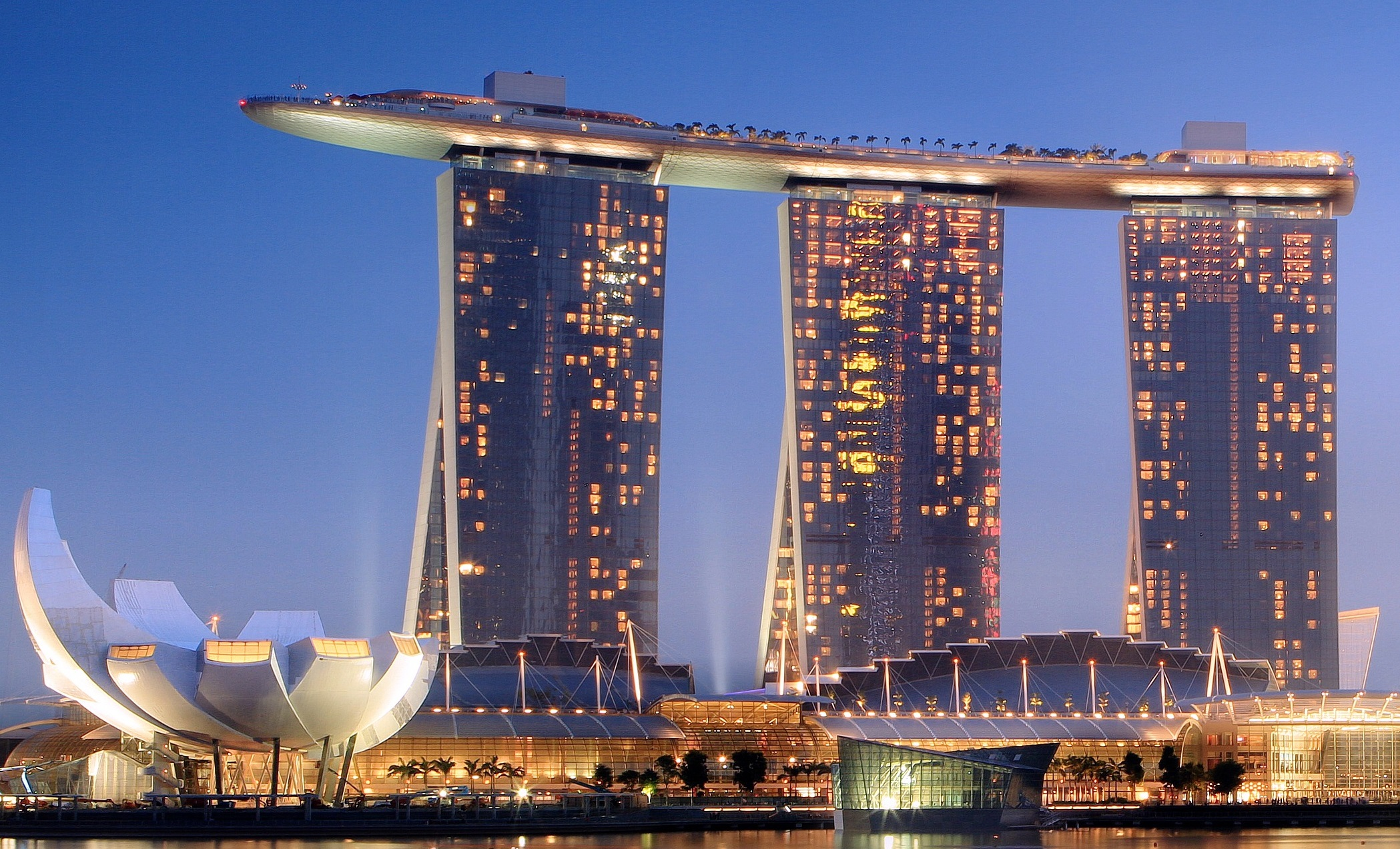
El complejo Marina Bay Sands vendió entradas con hospedaje y otras comodidades para los recitales en la ciudad de Singapur.

El boletaje en Japón fue organizado por la cadena Lawson a través de su sistema Loppi, y a diferencia del resto de países, las entradas se encontraron disponibles como billetes de lotería. Una preventa complementaria con American Express se llevó a cabo del 23 al 26 de junio de 2023. En Australia, clientes de American Express podrían conseguir entradas de paquetes vip del 26 al 28 de junio de 2023. Para el día 28, se llevaría adicionalmente una preventa para todo el púbico que haya recibido códigos de acceso mediante la promotora de conciertos Frontier Touring Company, mientras que dos días más tarde se realizaría la venta general con más de cuatro millones de personas conectadas en fila virtual. Aunado a ello, el Gobierno del Estado de Victoria denominó a la gira como un «evento colosal» e implementó una provisión legal que penaliza la reventa y las malas prácticas en publicidad. En Singapur, cuentahabientes de United Overseas Bank (UOB) contarían con una preventa el día 5 de julio de 2023 y una venta general el día 7, en la que millones de personas intentaron conseguir una de las 330 000 entradas que se encontraban disponibles a través de las seis fechas agendadas. De acuerdo al diario local The Straits Times, fanáticos del país y todo el Sudeste Asiático aplicaron para ser acreedores de tarjetas del banco UOB.

### Europa
La venta para los conciertos en Lisboa se realizaría el 12 de julio de 2023, con códigos de acceso intransferibles para conseguir un máximo de cuatro entradas enviados a usuarios registrados en la plataforma de See Tickets un día antes. En Varsovia, se contabilizaron más de 600 000 registros para la adquisición de boletería. TF1 reportó que para los conciertos en las comunas parisina de Nanterre y lionesa de Décines-Charpieu se presentó la mayor demanda para una preventa en el país galo. El presidente de Live Nation France, Angelo Gopee, reveló que «la demanda es tan grande que hay personas en fila virtual para únicamente registrarse a la lista de espera que antecedería a la venta. Nunca se había visto una demanda así antes». Más de un millón de personas se conectaron para conseguir entradas de las fechas parisinas, causando que Ticketmaster France presentara fallas en inicios de sesión a cuentas y pausara la fase tras haber comenzado sólo una hora antes. La venta general en el Reino Unido, la cual interesados debían registrarse en la plataforma de Ticketmaster para obtener accesos, se realizaría del 17 al 19 de julio de 2023, con una preventa llevada a cabo del 10 al 12 de julio del mismo mes para fanáticos que ordenaron reservas de Midnights previo a su lanzamiento.

## Producción

### Música
Diseñado como un tributo a los 17 años de carrera musical de Swift, la gira cubre todos los estilos musicales de los diez álbumes de estudio, desde country y pop hasta folk y rock alternativo. La lista de canciones da un mayor enfoque sobre los álbumes en los que Swift no pudo embarcar sus respectivas giras promocionales, incluyendo interpretaciones en vivo de temas por primera vez. 

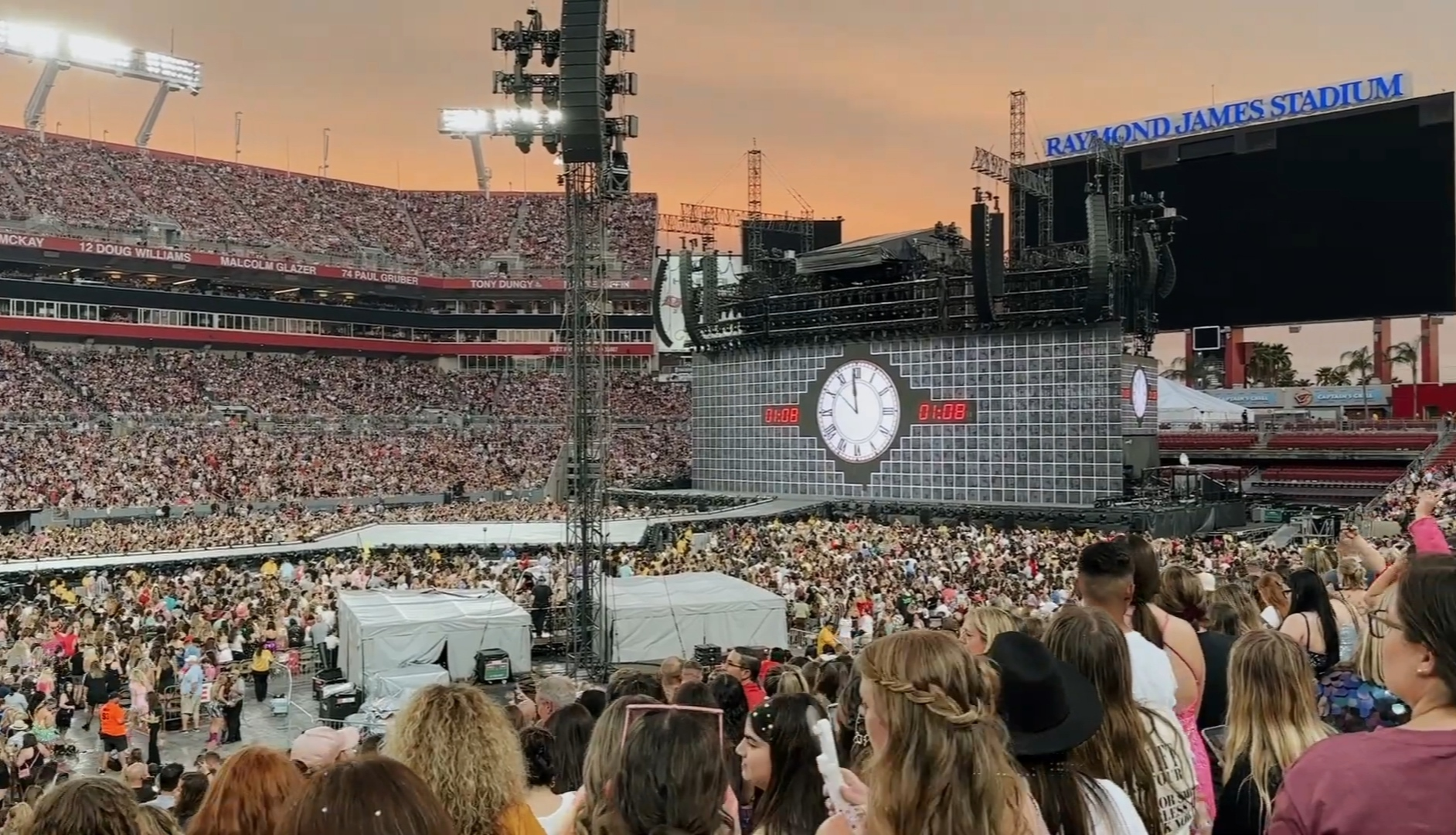
Escenario de la gira en el Raymond James Stadium de Tampa, Florida.

### Escenificación e iluminación
La escenificación cuenta con una modalidad de expansión, consistiendo en tres escenarios conectados mediante una rampa: el principal con una pantalla led gigante y curveada, el de en medio con forma romboidal y el tercero colocado a mitad del recinto en forma de T. Las tres estructuras juntas forman una estructura hidráulica «hiperactiva», con los escenarios principal y terciario equipados con bloques móviles que surgen del piso para generar plataformas de distintos tamaños. La producción de la gira está fuertemente inspirada en las puestas escénicas de Broadway, contando además con pirotecnia, brazaletes PixMob LED para los asistentes y proyecciones digitales masivas.

### Diseño de vestuario
Los vestuarios usados por Swift y sus bailarines se van alternando entre cada acto correspondiente a las eras de la cantante. Inspirados en los vídeos musicales y presentaciones en vivo de años anteriores, los atuendos también cuentan con una paleta de colores única que combinan con la ambientación sónica y visual. La indumentaria y accesorios fueron diseñados por distintas casas de la moda, tales como Versace, Roberto Cavalli, Óscar de la Renta, Christian Louboutin, Etro, Nicole + Felicia Couture, Zuhair Murad y Alberta Ferretti.

## Sinopsis del concierto

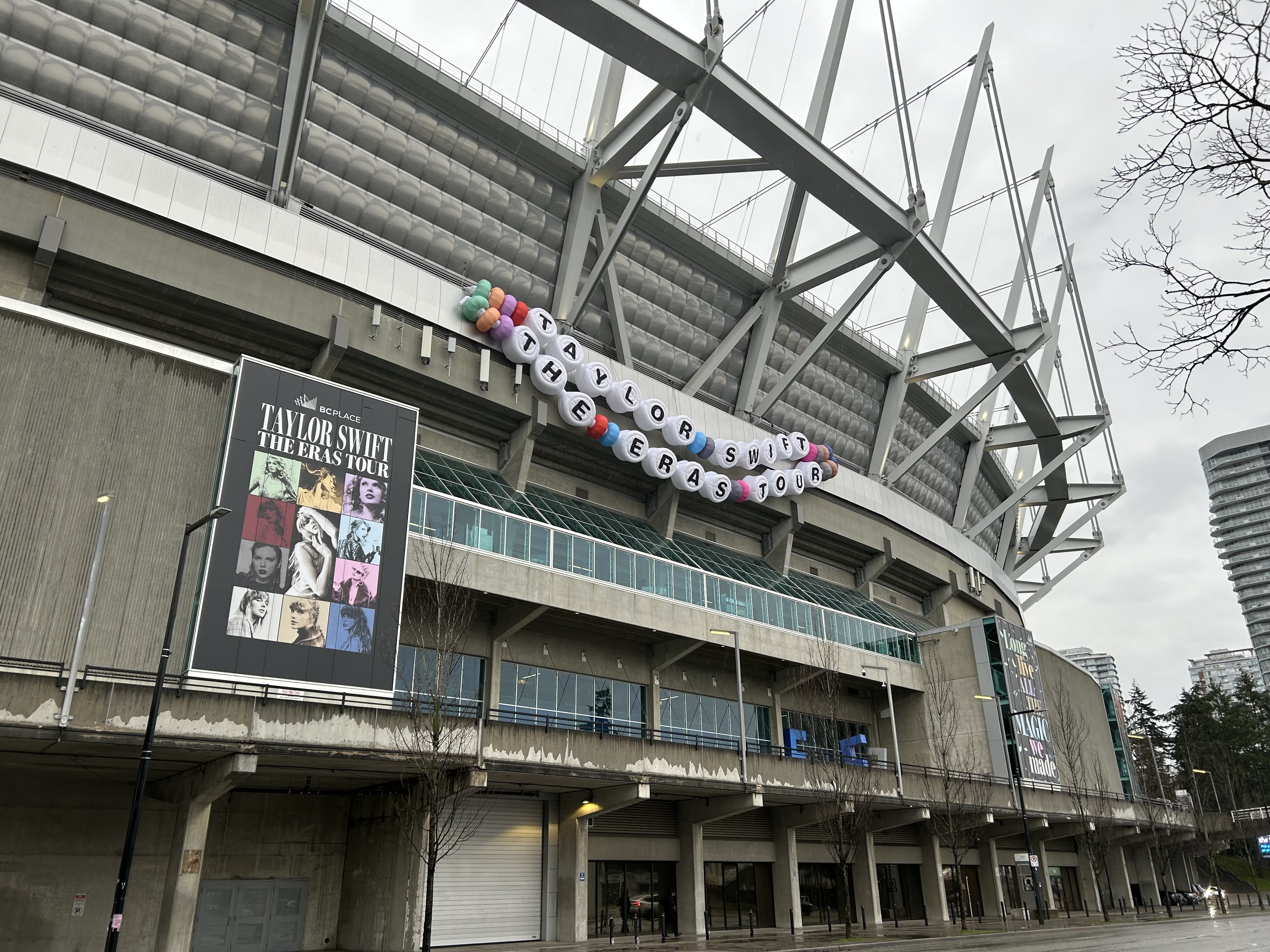
Un brazalete de la amistad en BC Place in Vancouver, Canada

El show es el más extenso en la carrera de Swift hasta ahora, con una duración de aproximadamente tres horas y veinte minutos. Consiste en alrededor de 45 canciones dispersadas en diez actos, los cuales tienen un esquema colorimétrico específico aludiendo a cada álbum de estudio, con interludios visuales transmitidos en la pantalla entre cada acto marcando el intermedio. La estructura del espectáculo de The Eras Tour es englobada de la siguiente manera. 

### Marzo 2023 a marzo de 2024
1. Lover: Un reloj en la pantalla se muestra con una cuenta regresiva. Inicia una canción creada para el tour, donde una melodía nombra las distintas eras de la cantante, comenzando por Fearless, Reputation, Speak Now, Folklore, Taylor Swift (Debut), 1989, Evermore, Red, Midnights y Lover. Rodeada de paracaídas de colores pastel, Swift surge de una plataforma del escenario de en medio vestida en un bodysuit brillante. El concierto inicia con «Miss Americana & the Heartbreak Prince», seguida de «Cruel Summer» para dar un mensaje de bienvenida a la audiencia. Acompañada por sus bailarines, interpreta «The Man» en un conjunto de oficinas corporativas como ambientación y luego hace una transición a «You Need to Calm Down» cantada de forma acortada, para posteriormente finalizar el acto tocando «Lover» en la guitarra y «The Archer». Swift desciende del escenario en el interludio al siguiente acto.[50]
2. Fearless: En medio de una lluvia digital de chispas doradas, Swift reaparece en un vestido con flecos y botas vaqueras para interpretar «Fearless», «You Belong With Me» y «Love Story» junto con su banda.[51]

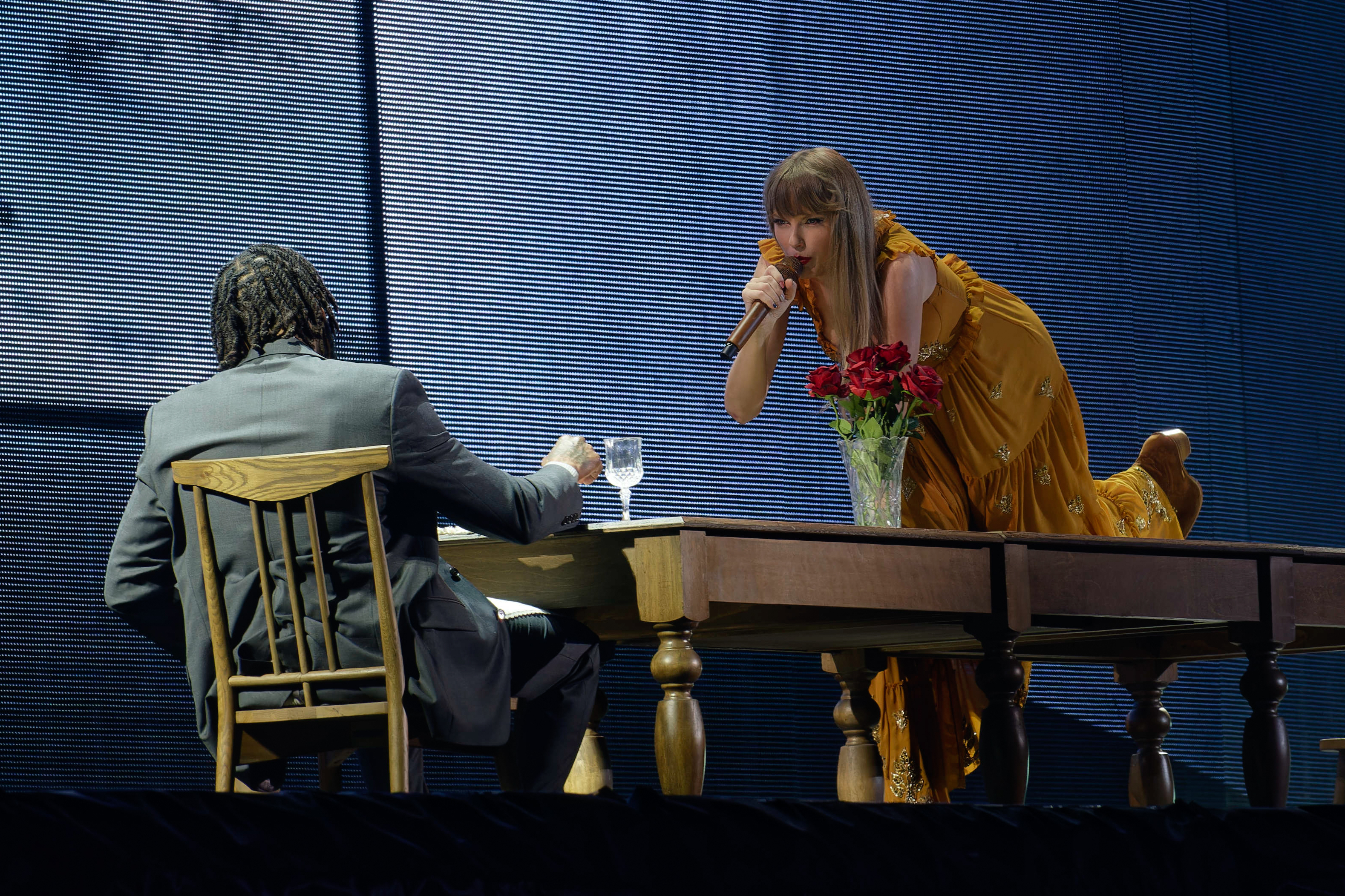
Taylor cantando «Tolerate It» en Arlington, TX. Esta sección fue retirada cuando comenzó la gira por Europa.

3. Taylor cantando «Tolerate It» en Arlington, TX. Esta sección fue retirada cuando comenzó la gira por Europa.Evermore: El escenario se torna con una estética similar a los paisajes de los bosques de coníferas. Swift comienza a cantar una versión acortada de «'Tis the Damn Season» en un vestido otoñal de color naranja quemado para después dar pie a una atmósfera oscura, en la que ella, las bailarinas y las coristas están encapuchadas y sosteniendo esferas naranjas fluorescentes mientras interpretan «Willow», aludiendo a una sesión espiritista de un aquelarre de brujas. Continúa con una versión corta de «Marjorie» y «Champagne Problems» cantada al piano, para luego finalizar el acto con una versión acortada «Tolerate It», en una cena sombría como escenografía.[52]
4. Reputation: El acto inicia con visuales de torsos desnudos envueltos en serpientes vivas. Swift resurge para la presentación energéticamente coreografiada de «...Ready for It?» a lado de sus bailarines en atuendos góticos, mientras que en «Delicate» se encuentra rodeada de haces de luz. Después interpreta una versión acortada de «Don't Blame Me» en una plataforma movible y elevable, terminando con una transición a «Look What You Made Me Do», incorporando visuales de Swift en sus antiguas eras atrapadas en vitrinas de cristal.[53]Taylor Swift junto a sus bailarines interpretando «Look What You Made Me Do» durante la primera fecha en Arlington.

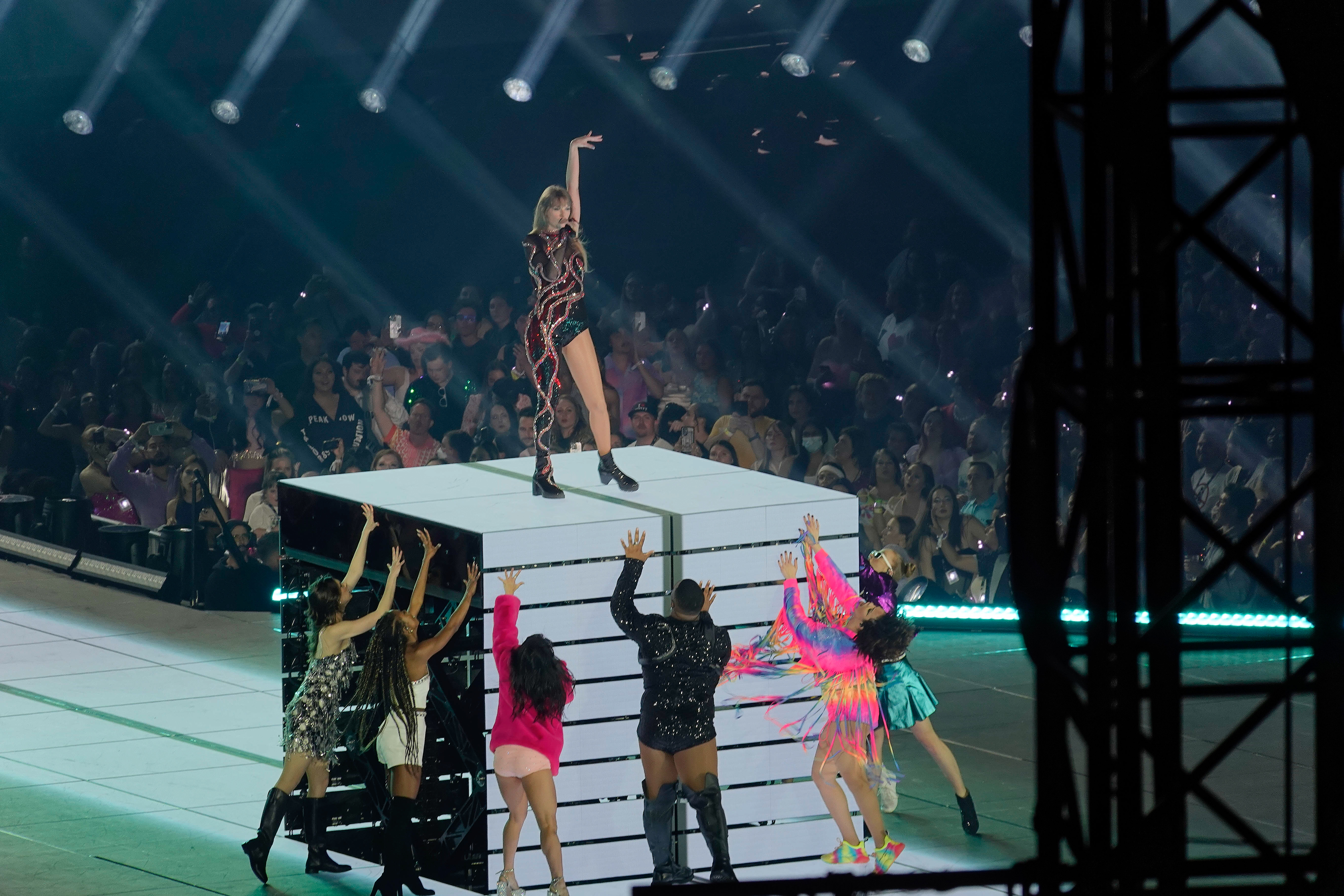
Taylor Swift junto a sus bailarines interpretando «Look What You Made Me Do» durante la primera fecha en Arlington.

5. Speak Now: La pantalla muestra un mosaico abstracto de luces moradas, con las que Swift interpreta una versión acortada de «Enchanted» en un inmenso vestido de gala, luego comienza a interpretar «Long Live» utilizando la guitarra emblemática del Speak Now World Tour.[54]
6. Red: El escenario completo se transforma de color rojo para dar pauta a la interpretación de «22» seguida de «We Are Never Ever Getting Back Together», y un arreglo condensado de «I Knew You Were Trouble» para llenar el escenario de humo, y sus bailarines vestidos de rojo abandonan el escenario momentos antes de que Swift comience a interpretar «All Too Well (10 Minute Version)» con una guitarra. El acto acaba con una tenue nevada artificial.[55]

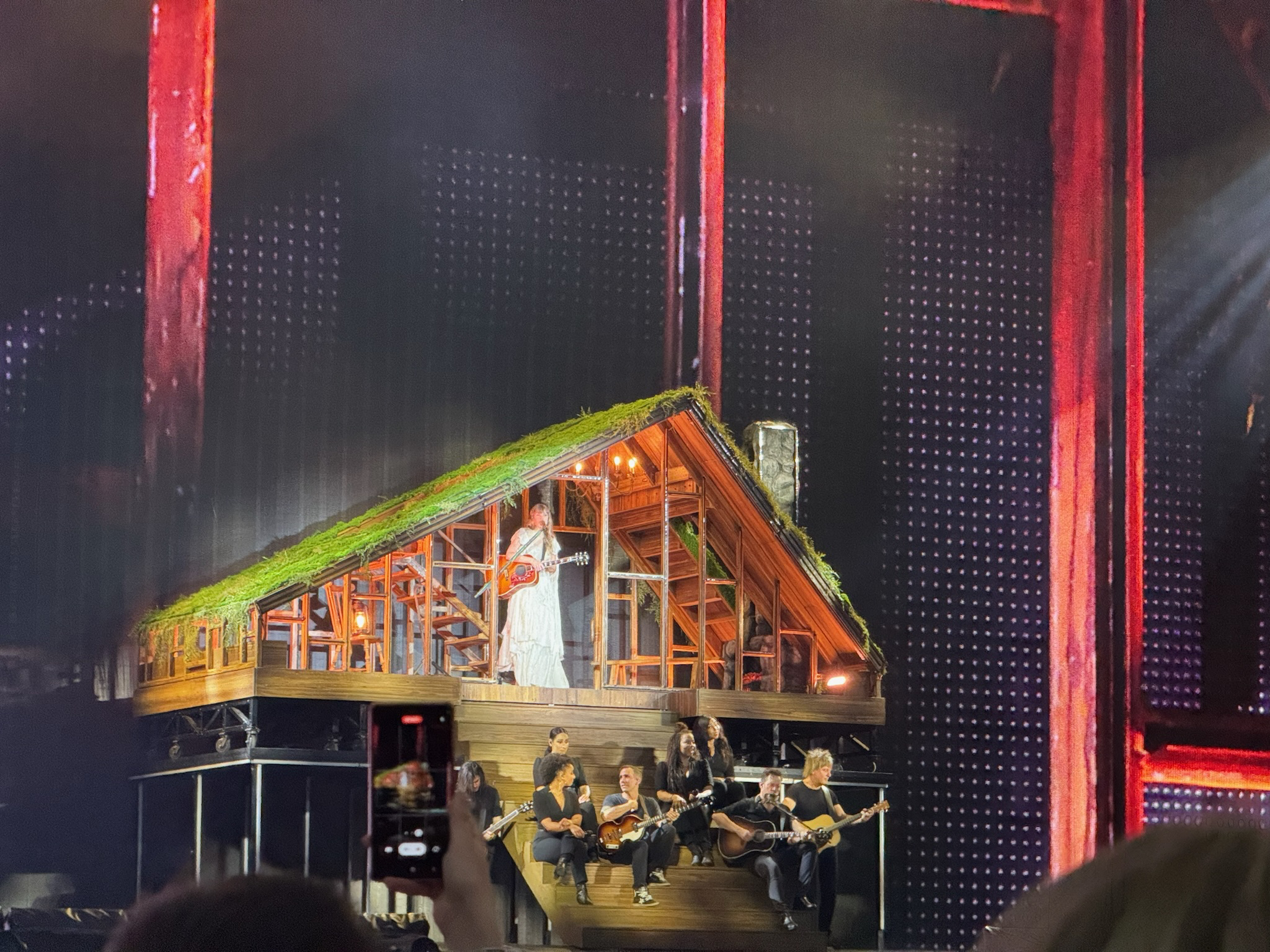
Cabaña utilizada en su presentación durante la 63.ª edición de los Premios Grammy durante el The Eras Tour en Gelsenkirchen, Germany

7. Cabaña utilizada en su presentación durante la 63.ª edición de los Premios Grammy durante el The Eras Tour en Gelsenkirchen, GermanyFolklore: La introducción del acto se realiza con una recitación lírica de «Seven». Una puesta con estética cottagecore es la encargada de ambientar el escenario, con una cabaña similar a la utilizada en su presentación durante la 63.ª edición de los Premios Grammy (2021). Swift interpreta en un vestido con volantes «The 1» en el techo de la cabaña.[n. 2] Swift interpreta «Betty» junto con su banda y «The Last Great American Dynasty» con sus bailarines ataviados en ropa de época. Después comienza a cantar «August», la cual transiciona a «Illicit Affaris», seguida de «My Tears Ricochet» en los escenarios secundarios simulando una procesión fúnebre. Swift regresa a la cabaña para la interpretación de «Cardigan», finalizando el acto con el vuelo de luciérnagas proyectado en la pantalla.[56]
8. 1989: «Style» es el tema con el que inicia el octavo acto, con Swift vestida en una ombliguera y mini falda. Dirigiéndose al escenario de en medio, los bailarines montan bicicletas neón mientras suena «Blank Space» y utilizan palos de golf iluminados para golpear un Shelby Cobra animado, haciendo referencia al vídeo musical del tema y a la coreografía ejecutada durante The 1989 World Tour. Ambientada con un ritmo robusto, «Shake It Off» es la siguiente canción del concierto. «Wildest Dreams» es cantada hasta el puente. La canción es acompañada de visuales de una pareja en la cama, y «Bad Blood» con un potente uso de máquinas para tirar fuego.[57]
9. Canciones sorpresa: Swift interpreta un tema sorpresa de su discografía con guitarra, y otro con piano en el escenario terciario en forma de T, mientras los brazaletes del público iluminan el recinto de color azul. Al terminar, Swift en una «increíble y notable» ilusión óptica, se traslada nadando sumergida bajo la rampa hasta el escenario principal.[58]

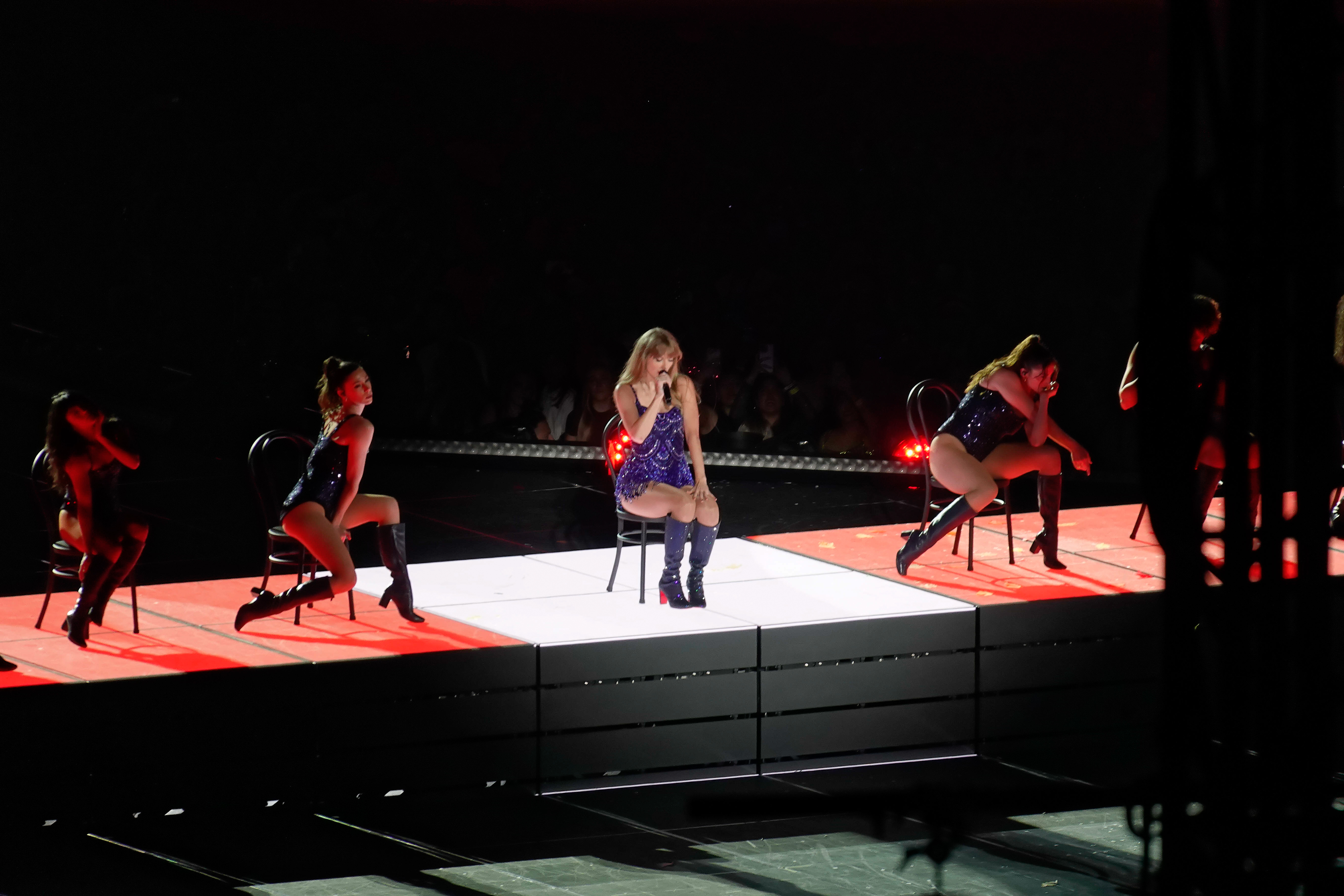
Taylor Swift junto a sus bailarinas interpretando «Vigilante Shit» durante la primera fecha en Arlington.

10. Taylor Swift junto a sus bailarinas interpretando «Vigilante Shit» durante la primera fecha en Arlington.Midnights: Una ola de la ilusión óptica anterior golpea a la pantalla, la cual muestra a Swift subiendo una escalera que dirige hacia una nube. La parte baja de la pantalla se divide en dos, abriendo paso a los bailarines volando nubes mientras Swift resurge en un abrigo de peluche púrpura para interpretar «Lavender Haze», el cual se quita posteriormente en «Anti-Hero» mientras en la pantalla se reproduce un vídeo de ella atacando una ciudad como Godzilla (1954). Los bailarines danzan con sombrillas mientras Swift interpreta «Midnight Rain», tema con el que al finalizar realiza un cambio de vestuario para una sensual sesión de chair dance al compás de «Vigilante Shit» junto a las bailarinas, inspirada por el burlesque y el musical de 1975 Chicago. Es seguida por «Bejeweled» y «Mastermind» con todo el ensamble de bailarines, y «Karma», con la cual Swift utiliza una chaqueta con flecos para cerrar el concierto en medio de pirotecnia, visuales coloridos y confeti.[59]

### Mayo 2024 en adelante

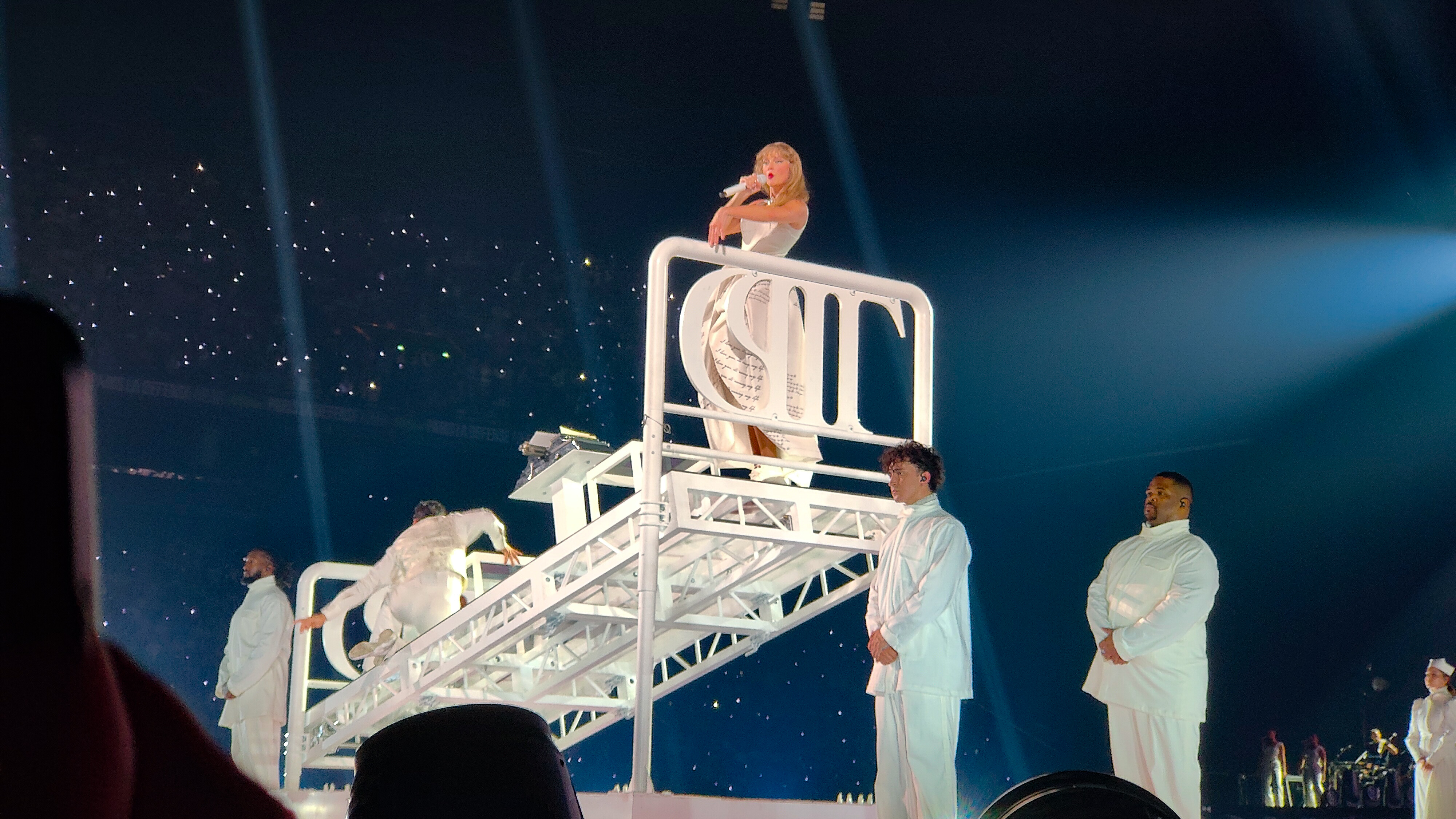
Swift interpretando «Fortnight» para el acto de The Tortured Poets Department en una cama que lleva las letras «TTPD» en su marco.

A partir de mayo de 2024 Swift renovó la lista de canciones para incluir un nuevo acto con canciones de su undécimo álbum de estudio: The Tortured Poets Department, lanzado el 19 de abril de 2024. «The Archer», «Long Live», «The 1», «The Last Great American Dynasty», «Tis the Damn Season» y «Tolerate It» fueron eliminados de sus respectivos actos para dar cabida al álbum. Los actos de Speak Now y Red se adelantaron como cuarto y tercer acto respectivamente, los actos de Folklore y Evermore, que se consideran «álbumes hermanos», fueron fusionados en uno. El acto The Tortured Poets Department fue puesto después del acto de 1989, precediendo al set acústico.
El acto de The Tortured Poets Department presenta gráficas predominantemente en blanco y negro. Comienza con una imagen en pantalla que muestra muebles flotando desde el cielo junto con pedazos de papel, que luego se transforman en una carretera desierta donde los muebles se estrellan contra el suelo. Swift aparece en el escenario con un vestido de corsé blanco y canta «But Daddy I Love Him» y extractos de «So High School» durante la outro.Posteriormente interpreta «Who's Afraid of Little Old Me?» y «Down Bad» en un bloque de espejos en movimiento que aparece desde el piso del escenario, mientras la pantalla muestra imágenes de un ovni que intenta secuestrar a Swift. Para la presentación de «Fortnight», al escenario entra una cama adornada con «TTPD» y bailarines vestidos como enfermeros. Swift canta la canción mientras está sentada frente a una máquina de escribir, enfrentando a un bailarín.Continúa con «The Smallest Man Who Ever Lived», para la cual se pone una chaqueta de marcha mientras los bailarines la siguen con tambores.El acto termina con una parodia de cine mudo, acompañada de música de jazz, para luego a interpretar  «I Can Do It With a Broken Heart».

## Recepción de la crítica
La gira tuvo buenas críticas  por parte de los críticos de la música y el entretenimiento. Neil McCormick de The Daily Telegraph catalogó la gira como «uno de los espectáculos musicales más ambiciosos, espectaculares y seductores que se hayan visto jamás», elogiando la capacidad vocal, musical y escénica de Swift. Keiran Southern de The Times declaró a Swift «una genio del pop en lo más alto de la cúspide». Adrian Horton de The Guardian también hizo énfasis en las aptitudes escénicas de la cantante, además de la «extática» estructura musical, concepto y «extravagante» escenificación. Ilana Kaplan de i y Kelsey Barnes de The Independent enaltecieron la «incomparable» teatralidad, las coreografías y la coherente fluidez en la transición de los actos.
La versatilidad musical, interpretación y visuales del espectáculo también han sido satisfactoriamente calificados en distintas reseñas. Rebecca Lewis de Hello! elogió a Swift como creadora de distintos alter ego que «van desde una ingenua chica country hasta una princesa pop que se convierte en una bruja folk», mientras que Carson Minarik de MTV afirmó que los visuales acompañaron muy bien a cada una de las eras en sus respectivos actos. Jason Lipshutz de Billboard recalcó la agilidad con las que Swift interpreta cada una de sus personalidades artísticas deliberadamente. Jon Caramanica de The New York Times remarcó el nivel de la gira, ambición estética y representación de todos los momentos esenciales en la trayectoria de Swift. Spencer Kornhaber de The Atlantic y Mikael Wood de Los Angeles Times hicieron cumplidos sobre la dirección artística y secuenciación de los actos, describiendo al producto final como una «ambiciosa maestría de la música pop».
De igual manera, diversos críticos han apreciado la producción de la gira. Philip Cosores de Uproxx nombró al espectáculo como «el más impresionante que se haya realizado hasta el momento», atípico de estrellas del pop y el rock. Christina Fuoco de Pollstar y Waiss David Aramesh de Rolling Stone concordaron en que la gira es «el epítome de música en vivo» y «una producción de eslabones inalcanzables», similarmente a Jonathan Cohen de Spin, quien aplaudió el diseño del escenario, el uso de alta tecnología y la inmersión en la discografía de Swift. Alex Young describió al recital como una «experiencia 4D cognitiva» en su reseña para Consequence, y Chris Willman de Variety consideró que el espectáculo «épico» ha demostrado que «la persona con el historial compositor más increíble del pop del siglo actual es también una excelente intérprete en vivo».

## Desempeño comercial

### Proyecciones
Variety proyectó a The Eras Tour fácilmente superar la gira anterior de la cantante, Reputation Stadium Tour, la cual mantenía el récord de la gira realizada por una artista femenina más exitosa de la historia en los Estados Unidos con 345 000 000 USD recaudados durante 53 fechas. Sin embargo, hizo notar que «romper la marca internacional sería más complicado» debido a que el cantante británico Ed Sheeran es quien la sostenía con ÷ Tour, realizada durante el 2017 y 2018 con 255 fechas y una recaudación de $776 millones. Tras la polémica de Ticketmaster, Pollstar proyectó que Swift podría recaudar hasta $728 millones con las 52 fechas de su etapa norteamericana y una cantidad «exorbitante de mil millones de dólares» con fechas internacionales, convirtiéndose subsecuentemente en la primera gira en recolectar dicha cantidad.

### Récords
Durante el primer día de preventa, la gira vendió 2.4 millones de entradas, la mayor cantidad vendida por un artista en un solo día. El récord le pertenecía anteriormente a Robbie Williams, quien vendió 1.6 millones de entradas con su gira Close Encounters Tour en el 2005. Pollstar reportó el 8 de diciembre de 2023 que The Eras Tour ya había recaudado alrededor de $1,04 mil millones de dólares, sobrepasando el récord de Madonna de la gira femenina más exitosa en la historia a nivel internacional, con $407 millones recaudados entre el 2008 y 2009 mediante The Sticky & Sweet Tour. A pesar de que el equipo de Swift indicó que ninguna cifra de recaudación sería oficialmente revelada incluso al término de la gira, Pollstar realizó una estimación en diciembre de 2023, la cual reportaba que se habría generado una cantidad calculada de $1,039,263,762 a través de 60 fechas realizadas, convirtiéndose en la gira más recaudadora de la historia y la primera en cruzar la cifra de $1 billón de dólares.
el 9 de diciembre de 2024, un día después del fin de la gira en Vancouver el equipo de Taylor reveló finalmente la recaudación oficial, la gira finalizó con $ 2,077,618,725 convirtiéndose en la primera gira en recaudar más de $2 billones de dólares en la historia.
| Lista de récords y logros mostrando fecha, país, recinto, descripción y referencias | Lista de récords y logros mostrando fecha, país, recinto, descripción y referencias | Lista de récords y logros mostrando fecha, país, recinto, descripción y referencias | Lista de récords y logros mostrando fecha, país, recinto, descripción y referencias                       | Lista de récords y logros mostrando fecha, país, recinto, descripción y referencias |
| Fechas                                                                              | País                                                                                | Recinto                                                                             | Descripción                                                                                               | Ref.                                                                                |
| ----------------------------------------------------------------------------------- | ----------------------------------------------------------------------------------- | ----------------------------------------------------------------------------------- | --- | ----------------------------------------------------------------------------------- |
| 17 y 18 de marzo de 2023                                                            | Estados Unidos                                                                      | State Farm Stadium                                                                  | Primer acto en la historia en realizar dos fechas agotadas en una misma gira.                             | [ 90 ]                                                                              |
| 24 y 25 de marzo de 2023                                                            | Estados Unidos                                                                      | Allegiant Stadium                                                                   | Primer acto femenino en la historia en realizar una fecha agotada.                                        | [ 91 ]                                                                              |
| 24 y 25 de marzo de 2023                                                            | Estados Unidos                                                                      | Allegiant Stadium                                                                   | Primer acto femenino en la historia en realizar dos fechas agotadas en una misma gira.                    | [ 91 ]                                                                              |
| 31 de marzo, 1 y 2 de abril de 2023                                                 | Estados Unidos                                                                      | AT&T Stadium                                                                        | Primer acto en la historia en realizar tres fechas agotadas en una misma gira.                            | [ 92 ]                                                                              |
| 13, 14 y 15 de abril de 2023                                                        | Estados Unidos                                                                      | Raymond James Stadium                                                               | Primer acto en la historia en realizar dos fechas agotadas en una misma gira.                             | [ 93 ]                                                                              |
| 13, 14 y 15 de abril de 2023                                                        | Estados Unidos                                                                      | Raymond James Stadium                                                               | Primer acto en la historia en realizar tres fechas agotadas en una misma gira.                            | [ 93 ]                                                                              |
| 21, 22 y 23 de abril de 2023                                                        | Estados Unidos                                                                      | NRG Stadium                                                                         | Primer acto en la historia en realizar tres fechas agotadas en una misma gira.                            | [ 94 ]                                                                              |
| 28, 29 y 30 de abril de 2023                                                        | Estados Unidos                                                                      | Mercedes-Benz Stadium                                                               | Primer acto en la historia en realizar tres fechas agotadas en una misma gira.                            | [ 95 ]                                                                              |
| 5, 6 y 7 de mayo de 2023                                                            | Estados Unidos                                                                      | Nissan Stadium                                                                      | Primer acto en la historia en realizar tres fechas agotadas en una misma gira.                            | [ 96 ]                                                                              |
| 12, 13 y 14 de mayo de 2023                                                         | Estados Unidos                                                                      | Lincoln Financial Field                                                             | Primer acto femenino en la historia en realizar tres fechas agotadas en una misma gira.                   | [ 97 ]                                                                              |
| 2, 3 y 4 de junio de 2023                                                           | Estados Unidos                                                                      | Soldier Field                                                                       | Primer acto femenino en la historia en realizar tres fechas agotadas en una misma gira.                   | [ 98 ]                                                                              |
| 9 y 10 de junio de 2023                                                             | Estados Unidos                                                                      | Ford Field                                                                          | Primer acto femenino en la historia en realizar dos fechas agotadas en una misma gira.                    | [ 99 ]                                                                              |
| 16 y 17 de junio de 2023                                                            | Estados Unidos                                                                      | Acrisure Stadium                                                                    | Primer acto en la historia en realizar dos fechas agotadas en una misma gira.                             | [ 100 ]                                                                             |
| 30 de junio y 1 de julio de 2023                                                    | Estados Unidos                                                                      | Paycor Stadium                                                                      | Primer acto femenino en realizar una fecha agotada.                                                       | [ 101 ]                                                                             |
| 30 de junio y 1 de julio de 2023                                                    | Estados Unidos                                                                      | Paycor Stadium                                                                      | Primer acto femenino en la historia en realizar dos fechas agotadas en una misma gira.                    | [ 101 ]                                                                             |
| 7 y 8 de julio de 2023                                                              | Estados Unidos                                                                      | GEHA Field at Arrowhead Stadium                                                     | Primer acto en la historia en realizar dos fechas agotadas en una misma gira.                             | [ 102 ]                                                                             |
| 14 y 15 de julio de 2023                                                            | Estados Unidos                                                                      | Empower Field at Mile High                                                          | Primer acto en la historia en realizar dos fechas agotadas en una misma gira.                             | [ 103 ]                                                                             |
| 22 y 23 de julio de 2023                                                            | Estados Unidos                                                                      | Lumen Field                                                                         | Primer acto en la historia en realizar dos fechas agotadas en una misma gira.                             | [ 104 ]                                                                             |
| 3, 4, 5, 7, 8 y 9 de agosto de 2023                                                 | Estados Unidos                                                                      | SoFi Stadium                                                                        | Primer acto en la historia en realizar seis fechas agotadas en una misma gira.                            | [ 105 ]                                                                             |
| 24, 25, 26 y 27 de agosto de 2023                                                   | México                                                                              | Foro Sol                                                                            | Primer acto femenino en la historia en realizar cuatro fechas agotadas en una misma gira.                 | [ 106 ]                                                                             |
| 17, 18 y 19 de noviembre de 2023                                                    | Brasil                                                                              | Estadio Olímpico Nilton Santos                                                      | Primer acto femenino en la historia en realizar tres fechas agotadas en una misma gira.                   | [ 107 ]                                                                             |
| 24, 25 y el 26 de noviembre de 2023                                                 | Brasil                                                                              | Allianz Parque                                                                      | Primer acto femenino en la historia en realizar tres fechas agotadas en una misma gira.                   | [ 107 ]                                                                             |
| 7, 8, 9 y 10 de febrero de 2024                                                     | Japón                                                                               | Tokyo Dome                                                                          | Primer acto femenino de habla inglesa en la historia en realizar cuatro fechas agotadas consecutivamente. | [ 108 ]                                                                             |
| 23, 24, 25 y 26 de febrero de 2024                                                  | Australia                                                                           | Accor Stadium                                                                       | Primer acto en la historia en realizar cuatro fechas agotadas en una misma gira.                          | [ 109 ]                                                                             |
| 2, 3, 4, 7, 8 y 9 de marzo de 2024                                                  | Singapur                                                                            | Singapore National Stadium                                                          | Primer acto femenino en la historia en realizar seis fechas agotadas en una misma gira.                   | [ 110 ]                                                                             |
| 17, 18 y 19 de mayo de 2024                                                         | Suecia                                                                              | Friends Arena                                                                       | Primer acto femenino en la historia en realizar tres fechas agotadas en una misma gira.                   | [ 111 ]                                                                             |
| 24 y 25 de mayo de 2024                                                             | Portugal                                                                            | Estádio da Luz                                                                      | Primer acto femenino en la historia en realizar dos fechas agotadas en una misma gira.                    | [ 112 ]                                                                             |
| 29 y 30 de mayo de 2024                                                             | España                                                                              | Estadio Santiago Bernabéu                                                           | Primer acto femenino en la historia en realizar dos fechas agotadas en una misma gira.                    | [ 113 ]                                                                             |
| 7, 8 y 9 de junio de 2024                                                           | Reino Unido                                                                         | BT Murrayfield Stadium                                                              | Primer acto en la historia en realizar tres fechas agotadas en una misma gira.                            | [ 114 ]                                                                             |
| 13, 14 y 15 de junio de 2024                                                        | Reino Unido                                                                         | Anfield                                                                             | Primer acto en la historia en realizar tres fechas agotadas en una misma gira.                            | [ 115 ]                                                                             |
| 21, 22 y 23 de junio, 15-17, 19 y 20 de agosto de 2024                              | Reino Unido                                                                         | Wembley Stadium                                                                     | Primer acto en la historia en realizar ocho fechas agotadas en una misma gira.                            | [ 116 ]                                                                             |
| 28, 29 y 30 de junio de 2024                                                        | Irlanda                                                                             | Aviva Stadium                                                                       | Primer acto en la historia en realizar tres fechas agotadas en una misma gira.                            | [ 117 ]                                                                             |
| 4, 5 y 6 de julio de 2024                                                           | Países Bajos                                                                        | Johan Cruyff Arena                                                                  | Primer acto femenino en la historia en realizar tres fechas agotadas en una misma gira.                   | [ 118 ]                                                                             |
| 17, 18 y 19 de julio de 2024                                                        | Alemania                                                                            | Veltins-Arena                                                                       | Primer acto femenino en la historia en realizar tres fechas agotadas en una misma gira.                   | [ 119 ]                                                                             |
| 1, 2 y 3 de agosto de 2024                                                          | Polonia                                                                             | PGE Narodowy                                                                        | Primer acto en la historia en realizar tres fechas agotadas en una misma gira.                            | [ 120 ]                                                                             |
| 8, 9 y 10 de agosto de 2024                                                         | Austria                                                                             | Ernst Happel Stadion                                                                | Primer acto en la historia en realizar tres fechas agotadas en una misma gira.                            | [ 121 ]                                                                             |
| 18, 19 y 20 de octubre de 2024                                                      | Estados Unidos                                                                      | Hard Rock Stadium                                                                   | Primer acto en la historia en realizar tres fechas agotadas en una misma gira.                            | [ 122 ]                                                                             |
| 25, 26 y 27 de octubre de 2024                                                      | Estados Unidos                                                                      | Caesars Superdome                                                                   | Primer acto en la historia en realizar tres fechas agotadas en una misma gira.                            | [ 123 ]                                                                             |
| 1, 2 y 3 de noviembre de 2024                                                       | Estados Unidos                                                                      | Lucas Oil Stadium                                                                   | Primer acto en la historia en realizar tres fechas agotadas en una misma gira.                            | [ 124 ]                                                                             |
| 14, 15, 16, 21, 22 y 23 de noviembre de 2024                                        | Canadá                                                                              | Rogers Centre                                                                       | Primer acto en la historia en realizar seis fechas agotadas en una misma gira.                            | [ 125 ]                                                                             |
| 6, 7 y 8 de diciembre de 2024                                                       | Canadá                                                                              | BC Place                                                                            | Primer acto en la historia en realizar tres fechas agotadas en una misma gira.                            | [ 126 ]                                                                             |

## Película de concierto
El 31 de agosto de 2023, Swift anunció la cinta Taylor Swift: The Eras Tour, dirigida por Sam Wrench. Filmada en el SoFi Stadium, la película sería estrenada en cines internacionales el 13 de octubre del mismo año, con formatos IMAX y Dolby Cinema para su proyección.
En Estados Unidos, AMC Theatres realizarían funciones de al menos cuatro veces por día de jueves a sábado a partir del 13 de octubre, cada semana de la disponibilidad del filme. Salas de Cinemark, Cineplex, y Cinépolis llevarían adicionalmente a cabo proyecciones de la cinta en Estados Unidos, Canadá y México, respectivamente, convirtiéndose en la primera vez en la historia en la que AMC distribuiría una película a cadenas de cines no afiliadas. Billboard comunicó que el rodaje logró la aprobación de SAG-AFTRA, la cual permite que producciones no afiliadas a la AMPTP y que «cumplan los mismos estándares que las uniones están buscando en sus negociaciones» puedan ser producidas, promocionadas y comercializadas, además de notar que el «acuerdo inusual» de Swift podría influenciar a AMC y otros expositores a expandir sus operaciones de distribución para incluir otras películas del mismo corte.
Savannah Walsh de Vanity Fair opinó que el filme «llegó en el momento en el que era necesario», y que podría impulsar las ventas de la industria cinematográfica después de ser afectada por las huelgas del Sindicato de Guionistas de Estados Unidos y de SAG-AFTRA,con Anthony D'Alessandro de Deadline emitiendo un criterio similar, afirmando que la cinta «salvaría» la taquilla de otoño 2023. Las acciones de AMC experimentaron un crecimiento del 9.2% tras el anuncio de la película. Con más de $37 millones recaudados en su primer día de preventa en Estados Unidos y $123.5 millones totales de manera global durante su fin de semana inicial, el rodaje se convirtió en el más exitoso de la historia para el género de concierto en vivo.

## Impacto
The Eras Tour tuvo un impacto en la industria musical, la del entretenimiento y más. Fue descrito como uno de los fenómenos culturales más destacados del siglo XXI,  generando un nivel de atención de similar a la Beatlemanía de los años 60. La gira generó alzas en la economía de las ciudades visitadas al revitalizar los negocios y el turismo local, además atrajo grandes multitudes de espectadores afuera de los estadios, e inspiró  homenajes de gobiernos y organizaciones. Los críticos a menudo describieron el The Eras Tour como un evento monocultural que demostraba el impacto de Swift en la cultura popular. La gira también impulsó un aumento en el consumo de su discografía. El patrimonio neto de Swift, que era de 740 millones de dólares antes de que comenzara la gira, se actualizó a 1.100 millones de dólares después de los primeros 57 shows de la gira, por esto Swift se convirtió en la primera multimillonaria de la historia con la música como principal fuente de ingresos.

## Problemas y controversias

### Fracaso de boletaje virtual de Ticketmaster en Estados Unidos
Ticketmaster publicó un comunicado donde expresaban que se encontraban trabajando para solucionar los problemas del sitio web durante la fase de Verified Fan y expresó que la caída del mismo se debió a una histórica demanda sin precedentes, postergando el resto de la preventa estadounidense debido a las múltiples fallas de su sistema. El presidente de Live Nation, Greg Maffei, expresó al día siguiente en una entrevista para CNBC que la demanda de entradas para la gira superó toda expectativa prevista, ya que originalmente se tenía previsto abrir el sitio web para 1.5 millones de fanáticos registrados previamente pero terminaron siendo 14 millones de usuarios, entre ellos BOTS que ocasionaron el colapso del sitio web. También informó que a pesar de todos los incidentes ocurridos durante la preventa se lograron vender más de 2 millones de boletos para la gira durante ese día, estableciendo un récord para Swift como la artista que más entradas ha vendido en un solo día en la historia de Ticketmaster.
La compañía confirmó el 17 de noviembre que la venta general del día siguiente se canceló debido a la incapacidad de satisfacer la demanda, mientras Taylor emitió un comunicado el 18 de noviembre de 2022 a través de su historia de Instagram; ella dijo encontrarse «enojada» y afirmó que «no iba a dar excusas a nadie, porque cuestionó a Ticketmaster varias veces sobre si podían manejar este tipo de demanda y le aseguraron que podían». Más tarde ese mismo día, Ticketmaster emitió una disculpa «a Taylor y todos sus fanáticos» a través de su cuenta de Twitter.

Ticketmaster fue duramente criticado por los aficionados de Swift y los medios de comunicación al ser incapaz de satisfacer la demanda de los fanáticos de Swift así como de confabular con la reventa de entradas para la gira, ya que obligaron a cientos de miles de fanáticos a esperar varias horas para poder acceder a la preventa mientras que a los pocos minutos de iniciar la fase ya se encontraban miles de boletos disponibles en múltiples sitios de reventa en internet. Los precios de reventa de los boletos alcanzaron los 100 mil dólares por entrada en algunos de los estadios donde la gira llegaría. 

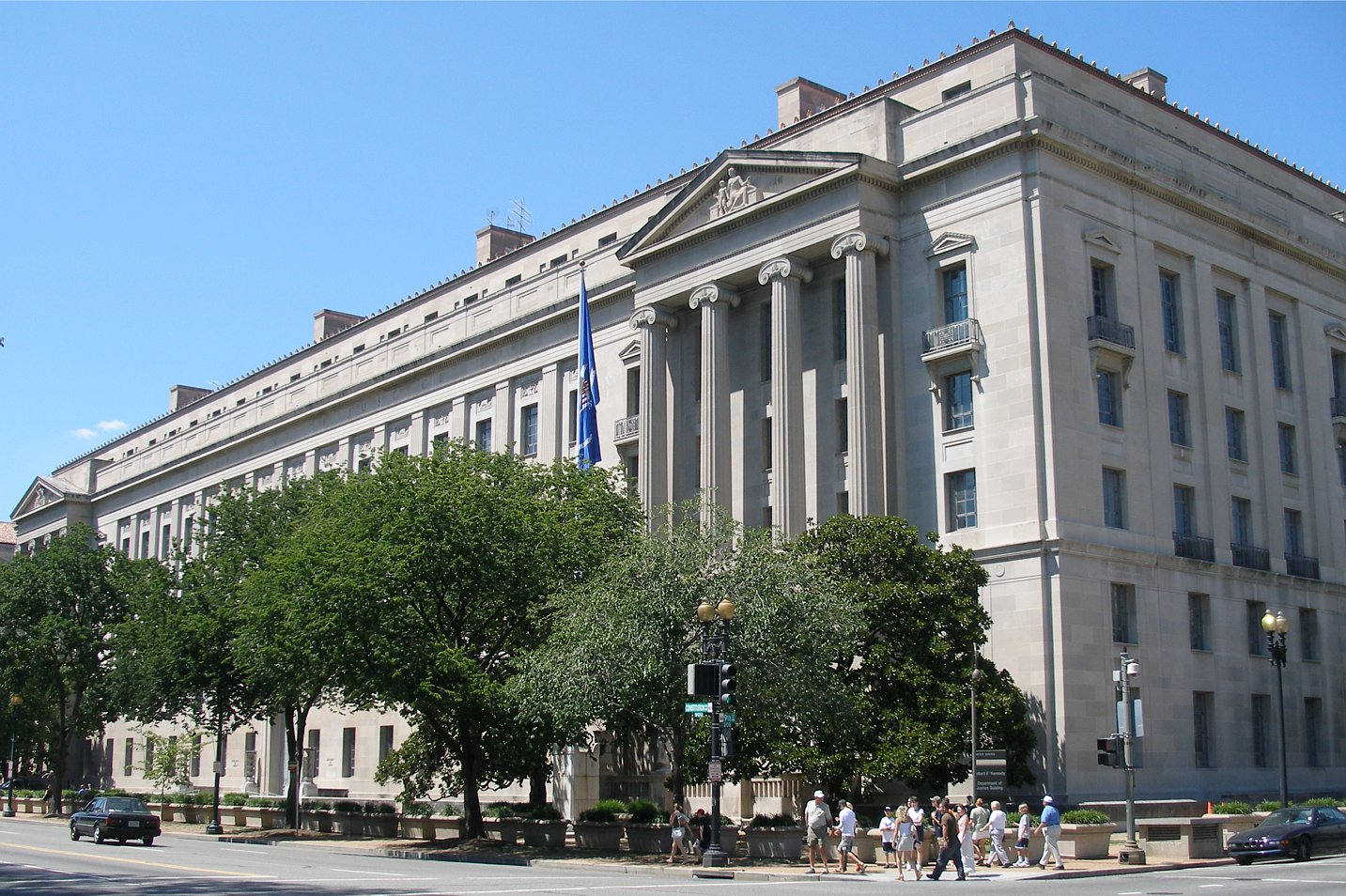
El proceso de preventa fue investigado por el Departamento de Justicia estadounidense.

Varios legisladores de Estados Unidos, incluidos los fiscales generales y miembros del Congreso, tomaron nota del problema, que se convirtió en objeto de múltiples investigaciones del Congreso. The New York Times informó que el Departamento de Justicia de Estados Unidos había abierto una investigación antimonopolio sobre Live Nation Entertainment y Ticketmaster. Un grupo de 26 fanáticos demandó a Ticketmaster el 2 de diciembre por «engaño intencional, fraude, fijación de precios y violaciones antimonopolio».
Varios periodistas destacaron la influencia de Swift y cómo la controversia podría influenciar a la industria de la música. Arwa Mahdawi escribió en The Guardian: «Swift ha tenido una carrera increíblemente impresionante. Pero, ¿sabes qué? Si logra que la gente se siente y preste atención al vergonzoso estado de las leyes antimonopolio en los EE. UU., creo que ese será su mayor logro». Brooke Schultz de Associated Press discutió cómo los fanáticos de Swift magnificaron el choque de un sitio web con un movimiento político y los consideraron un grupo demográfico de votantes influyentes durante las elecciones: «el gran poder y tamaño del fandom de Swift ha estimulado conversaciones sobre la desigualdad económica, simplemente simbolizada por Ticketmaster». La periodista Augusta Saraiva denominó al fenómeno «Swiftonomics», una teoría microeconómica que explica la oferta, la demanda, la base de aficionados y el impacto político de Swift tras la pandemia de COVID-19.i-D apodó a Swift como la última estrella del pop «real» restante por «cambiar más álbumes y llenar más estadios que sus contemporáneos» y «crear una histeria nunca vista desde la era dorada de la industria». Pitchfork preguntó: «¿Hay algún otro artista que podría forzar la urgencia en la investigación federal de un monopolio de la industria de la música, simplemente yendo de gira?».
Venta mediante Ticketstoday
El 12 de diciembre de 2022, Ticketmaster comenzó a enviar correos a fanáticos selectos, identificados como «[fans] que recibieron un impulso durante la preventa de Verified Fan pero no compraron boletos», y les notificó sobre una segunda oportunidad de compra para adquirir un máximo de dos entradas por usuario, a través de la plataforma Ticketstoday. Billboard informó que Ticketmaster optó por vender las 170 000 entradas restantes durante cuatro semanas a través de Ticketstoday, una plataforma de venta de entradas creada originalmente para el club de aficionados de Dave Mathews Band en la década de los años 2000, pero que Live Nation compró en 2008, para «reducir significativamente tiempos de espera de los fans».

### Disturbios en ventas presenciales y prohibición de botellas de agua en Brasil
Alteraciones se reportaron el 11 de junio de 2023 en las taquillas de los recintos brasileños, debido a que revendedores trataron de sobrepasar las filas de venta y amenazaron con agredir físicamente al público hasta que la policía intervino. La promotora de la gira en Brasil, T4F - Tickets For Fun, fue reportada más de cien veces a las autoridades por su pasividad en el asunto. El Congreso Nacional de Brasil presentó la «Lei Taylor Swift» el 20 de junio, la cual penalizaría a revendedores con hasta cuatro años de prisión y multas mayores al valor original de las entradas.
Horas antes del concierto en Río de Janeiro el 17 de noviembre de 2023, T4F prohibió a los asistentes portar sus propias botellas de agua dentro del recinto a pesar de la fecha ser reportada como una de las más calurosas en la ciudad, con un índice de temperatura de 59.3 °C. Videos en redes sociales mostraron a miles de fanáticos esperando la entrada al concierto bajo el sol, y a Swift junto con su equipo distribuyendo botellas de agua al público durante el recital. Sin embargo, se reportó que una asistente identificada como Ana Clara Benevides, falleció en su trasladado al hospital después de desmayarse durante los primeros minutos de haberse iniciado el concierto. T4F atrajo críticas masivas de fanáticos y políticos por «prohibir» además el reparto gratuito de agua dentro del estadio, por lo que se dio la apertura de una investigación criminalística para indagar el incidente. La causa de muerte de Benevides fue un paro cardiorrespiratorio, por la que Swift hizo públicas sus condolencias y pospuso el concierto del 18 de noviembre para dos días posteriores, citando «temperaturas extremas» como motivo de reagenda.

### Amenazas de seguridad en Europa
El 18 de julio de 2024, un presunto acosador de Swift que fue acusado de amenazarla a ella y a su novio, el jugador de fútbol americano Travis Kelce, mediante mensajes en redes sociales fue arrestado cuando intentaba ingresar al segundo de los shows de Swift en Gelsenkirchen, Alemania. 
El 7 de agosto de 2024, las autoridades policiales frustraron un complot del Estado Islámico (ISIS) para realizar un ataque en los shows de Swift en Viena, Austria. La policía arrestó a dos hombres, un joven de 17 años y un joven de 19 años que se «radicalizaron en Internet», con conexiones con ISIS. Los servicios de la Comunidad de Inteligencia de los Estados Unidos informaron a Europol y a la policía austriaca de los planes de los sospechosos para realizar un ataque terrorista en los shows de Swift en el Estadio Ernst Happel. Inicialmente el director de seguridad pública austriaco, Franz Ruf, declaró que los shows se llevarían a cabo según lo programado, con medidas de seguridad adicionales para disuadir las amenazas restantes. Se esperaba que más de 65.000 aficionados asistieran cada día y 20.000 más fuera del recinto.Sin embargo más tarde ese día, la productora encargada de organizar del evento en Austria, Barracuda Music, anunció que los tres espectáculos serían cancelados y las entradas reembolsadas, esto luego de recibir confirmación del Gobierno de Austria que se trataba de un elaborado plan terrorista. Ruf declaró que tras una operación policial, un escuadrón antibombas encontró sustancias químicas, incluidos explosivos y artículos relacionados con Al Qaeda en la residencia del joven de 19 años en Ternitz. El canciller austríaco Karl Nehammer agradeció «la intensa cooperación de nuestra policía y las agencias de seguridad con los servicios extranjeros» por ayudar a neutralizar la amenaza y evitar la tragedia. Posteriormente se informó de que el objetivo de los sospechosos era «matar a la mayor cantidad de personas posible utilizando cuchillos o explosivos de fabricación propia» y que el joven de 17 años fue contratado para la seguridad del estadio unos días antes del espectáculo. 

## Repertorio

### Primera ronda: América, Asia y Oceanía
La siguiente es la lista de canciones interpretadas durante el 24 de agosto de 2023 en, Ciudad de México, México y no representa en la totalidad de la gira:
1. «Miss Americana & the Heartbreak Prince»
2. «Cruel Summer»
3. «The Man»
4. «You Need to Calm Down»
5. «Lover»
6. «The Archer»

Acto II - Fearless
1. «Fearless»
2. «You Belong with Me»
3. «Love Story»

Acto III - Evermore
1. «'Tis the Damn Season»
2. «Willow»
3. «Marjorie»
4. «Champagne Problems»
5. «Tolerate It»

Acto IV - Reputation
1. «...Ready for It?»
2. «Delicate»
3. «Don't Blame Me»
4. «Look What You Made Me Do»

Acto V - Speak Now 
1. «Enchanted»
2. «Long Live»

Acto VI - Red
1. «22»
2. «We Are Never Ever Getting Back Together»
3. «I Knew You Were Trouble»
4. «All Too Well (10 minute version)»

Acto VII - Folklore
1. «The 1»[n. 2]
2. «Betty»
3. «The Last Great American Dynasty»
4. «August»
5. «Illicit Affairs»
6. «My Tears Ricochet»
7. «Cardigan»

Acto VIII - 1989
1. «Style»
2. «Blank Space»
3. «Shake It Off»
4. «Wildest Dreams»
5. «Bad Blood»

Acto IX - Set acústico
1. Primera canción sorpresa (en guitarra acústica)
2. Segunda canción sorpresa (en piano)

Acto X - Midnights
1. «Lavender Haze»
2. «Anti-Hero»
3. «Midnight Rain»
4. «Vigilante Shit»
5. «Bejeweled»
6. «Mastermind»
7. «Karma»

### Segunda ronda: Europa, Estados Unidos y Canadá
La siguiente es la lista de canciones interpretadas durante el 29 de mayo de 2024 en Madrid, España, y no representa en la totalidad de la gira:
1. «Miss Americana & the Heartbreak Prince»
2. «Cruel Summer»
3. «The Man»
4. «You Need to Calm Down»
5. «Lover»

Acto II - Fearless
1. «Fearless»
2. «You Belong with Me»
3. «Love Story»

Acto III - Red
1. «22»
2. «We Are Never Ever Getting Back Together»
3. «I Knew You Were Trouble»
4. «All Too Well (10 minute version)»

Acto IV - Speak Now 
1. «Enchanted»

Acto V - Reputation
1. «...Ready for It?»
2. «Delicate»
3. «Don't Blame Me»
4. «Look What You Made Me Do»

Acto VI - Folklore y Evermore
1. «Cardigan»
2. «Betty»
3. «Champagne Problems»
4. «August»
5. «Illicit Affairs»
6. «My Tears Ricochet»
7. «Marjorie»
8. «Willow»

Acto VII - 1989
1. «Style»
2. «Blank Space»
3. «Shake It Off»
4. «Wildest Dreams»
5. «Bad Blood»

Acto VIII - The Tortured Poets Department
1. «But Daddy I Love Him»
2. «So High School»
3. «Who's Afraid of Little Old Me?»
4. «Down Bad»
5. «Fortnight»
6. «The Smallest Man Who Ever Lived»
7. «I Can Do It With a Broken Heart»

Acto IX - Set acústico
1. Primera canción sorpresa (en guitarra acústica)
2. Segunda canción sorpresa (en piano)

Acto X - Midnights
1. «Lavender Haze»
2. «Anti-Hero»
3. «Midnight Rain»
4. «Vigilante Shit»
5. «Bejeweled»
6. «Mastermind»
7. «Karma»

### Canciones sorpresa
Swift interpretó dos temas de su discografía en cada show como «canciones sorpresa» en el noveno acto (denominado «set acústico»), el primero con guitarra acústica y el segundo con piano. Puede verse el detalle en el anexo correspondiente.

### Observaciones

#### 2023
- Durante las fechas en las que Phoebe Bridgers fue telonera, interpretó en el sexto acto el tema «Nothing New» como invitada especial junto a Swift, antecediendo a «All Too Well (10 minute version)».[182]
- En la fecha del 5 de mayo en Nashville, Swift anunció oficialmente el lanzamiento de la regrabación de su tercer álbum de estudio Speak Now correspondiente a la serie denominada Taylor's Version, al momento de la interpretación sorpresa de «Sparks Fly».[183]
- En la tercera fecha en Foxborough, Swift interpretó ambas canciones sorpresa del noveno acto en guitarra debido a fallas técnicas presentadas en el piano, causadas por la lluvia de la noche anterior.[184]
- En la primera fecha en East Rutherford, el vídeo musical del remix de «Karma» junto a Ice Spice fue estrenado antes de las canciones sorpresa, siendo proyectado en la pantalla del escenario.[185] Por su parte, Ice Spice apareció al finalizar los recitales en la ciudad para interpretar «Karma» junto a Swift.[186]
- En la segunda fecha en Cincinnati, Gracie Abrams interpretó el tema «I miss you, I'm sorry» junto a Swift durante la mitad del noveno acto.[187]
- Durante las fechas en Kansas City, Swift interpretó el tema «Long Live» durante el quinto acto utilizando la guitarra emblemática del Speak Now World Tour.[54] Dicho tema fue añadido al repertorio a partir de la primera fecha en Denver.[188] hasta la última fecha en Singapur.
- En la primera fecha en Kansas City, el vídeo musical de «I Can See You» fue estrenado antes de las canciones del noveno acto, en donde igual subieron al escenario Taylor Lautner, Presley Cash y Joey King, quienes protagonizaron el video.[189]
- Durante las fechas en las que el grupo Haim fueron teloneras, interpretaron en el tercer acto el tema «No Body, No Crime» junto a Swift como invitadas especiales.[190]
- El 9 de agosto en Inglewood, Swift anunció oficialmente el lanzamiento de la regrabación de su quinto álbum de estudio, 1989, correspondiente a la serie denominada Taylor's Version, al momento de la interpretación sorpresa de «New Romantics».[191]
- El 11 de noviembre, durante la segunda fecha en Buenos Aires, Argentina, se dio el primer mash-up de canciones durante el set acústico siendo «Is It Over Now?» y «Out Of The Woods» las primeras en sonar en este formato.[192]Además, en el último acto, se hizo un cambio en la letra de la canción «Karma», que se mantuvo durante el resto de presentanciones, donde Swift intercambió el verso «Karma is the guy on the screen» por «Karma is the guy on the Chiefs», en referencia a su pareja, Travis Kelce, jugador del equipo de fútbol americano Kansas City Chiefs para la NFL.[193]

#### 2024
- En la primera fecha en Sídney el 23 de febrero, Sabrina Carpenter se subió al escenario durante el noveno acto para interpretar una combinación de los temas «White Horse» (Fearless) y «coney island» (evermore) junto a Swift, luego de que su acto de apertura momentos antes de que empezara el concierto haya sido cancelado por problemas climatológicos. [194]
- En la octava fecha en Londres el 20 de agosto, Swift durante el octavo acto subió al escenario a Florence Welch para interpretar conjuntamente el tema «Florida!!!» (The Tortured Poets Department) esto entre la interpretación habitual de «So High School» y «Who’s Afraid Of Little Old Me?»,[195] además de esto, se estrenó el vídeo musical de «I Can Do It With a Broken Heart» [196]al terminar el décimo acto, dicho video fue proyectado en la pantalla principal del escenario treinta minutos antes de su lanzamiento en YouTube.[197]
- Durante las fechas de octubre en el Hard Rock Stadium, al igual que en la octava noche de Londres, Swift subió al escenario a Florence Welch para interpretar conjuntamente el tema «Florida!!!» (The Tortured Poets Department) esto entre la interpretación habitual de «So High School» y «Who’s Afraid Of Little Old Me?».[198] Posteriormente, en las fechas de Nueva Orleans esta canción dejó de ser parte del set.

## Fechas
| Fecha                   | Ciudad            | País              | Recinto                         | Telonero(s)                   |
| América del Norte       | América del Norte | América del Norte | América del Norte               | América del Norte             |
| ----------------------- | ----------------- | ----------------- | ------------------------------- | ----------------------------- |
| 17 de marzo de 2023     | Glendale          | Estados Unidos    | State Farm Stadium              | Paramore Gayle                |
| 18 de marzo de 2023     | Glendale          | Estados Unidos    | State Farm Stadium              | Paramore Gayle                |
| 24 de marzo de 2023     | Paradise          | Estados Unidos    | Allegiant Stadium               | Gayle Beabadoobee             |
| 25 de marzo de 2023     | Paradise          | Estados Unidos    | Allegiant Stadium               | Gayle Beabadoobee             |
| 31 de marzo de 2023     | Arlington         | Estados Unidos    | AT&T Stadium                    | MUNA Gayle                    |
| 1 de abril de 2023      | Arlington         | Estados Unidos    | AT&T Stadium                    | Gracie Abrams Beabadoobee     |
| 2 de abril de 2023      | Arlington         | Estados Unidos    | AT&T Stadium                    | Gracie Abrams Beabadoobee     |
| 13 de abril de 2023     | Tampa             | Estados Unidos    | Raymond James Stadium           | Beabadoobe Gayle              |
| 14 de abril de 2023     | Tampa             | Estados Unidos    | Raymond James Stadium           | Gracie Abrams Beabadoobee     |
| 15 de abril de 2023     | Tampa             | Estados Unidos    | Raymond James Stadium           | Gracie Abrams Beabadoobee     |
| 21 de abril de 2023     | Houston           | Estados Unidos    | NRG Stadium                     | Gracie Abrams Beabadoobee     |
| 22 de abril de 2023     | Houston           | Estados Unidos    | NRG Stadium                     | Gracie Abrams Beabadoobee     |
| 23 de abril de 2023     | Houston           | Estados Unidos    | NRG Stadium                     | Gracie Abrams Beabadoobee     |
| 28 de abril de 2023     | Atlanta           | Estados Unidos    | Mercedes-Benz Stadium           | Gracie Abrams Beabadoobee     |
| 29 de abril de 2023     | Atlanta           | Estados Unidos    | Mercedes-Benz Stadium           | Gracie Abrams Beabadoobee     |
| 30 de abril de 2023     | Atlanta           | Estados Unidos    | Mercedes-Benz Stadium           | MUNA Gayle                    |
| 5 de mayo de 2023       | Nashville         | Estados Unidos    | Nissan Stadium                  | Phoebe Bridgers Gracie Abrams |
| 6 de mayo de 2023       | Nashville         | Estados Unidos    | Nissan Stadium                  | Phoebe Bridgers Gayle         |
| 7 de mayo de 2023       | Nashville         | Estados Unidos    | Nissan Stadium                  | —                             |
| 12 de mayo de 2023      | Filadelfia        | Estados Unidos    | Lincoln Financial Field         | Phoebe Bridgers Gayle         |
| 13 de mayo de 2023      | Filadelfia        | Estados Unidos    | Lincoln Financial Field         | Phoebe Bridgers Gayle         |
| 14 de mayo de 2023      | Filadelfia        | Estados Unidos    | Lincoln Financial Field         | Phoebe Bridgers Gracie Abrams |
| 19 de mayo de 2023      | Foxborough        | Estados Unidos    | Gillette Stadium                | Phoebe Bridgers Gayle         |
| 20 de mayo de 2023      | Foxborough        | Estados Unidos    | Gillette Stadium                | Phoebe Bridgers Gayle         |
| 21 de mayo de 2023      | Foxborough        | Estados Unidos    | Gillette Stadium                | Phoebe Bridgers Gracie Abrams |
| 26 de mayo de 2023      | East Rutherford   | Estados Unidos    | MetLife Stadium                 | Phoebe Bridgers Gayle         |
| 27 de mayo de 2023      | East Rutherford   | Estados Unidos    | MetLife Stadium                 | Phoebe Bridgers Gracie Abrams |
| 28 de mayo de 2023      | East Rutherford   | Estados Unidos    | MetLife Stadium                 | Phoebe Bridgers OWENN         |
| 2 de junio de 2023      | Chicago           | Estados Unidos    | Soldier Field                   | Girl in Red OWENN             |
| 3 de junio de 2023      | Chicago           | Estados Unidos    | Soldier Field                   | Girl in Red OWENN             |
| 4 de junio de 2023      | Chicago           | Estados Unidos    | Soldier Field                   | MUNA Gracie Abrams            |
| 9 de junio de 2023      | Detroit           | Estados Unidos    | Ford Field                      | Girl in Red Gracie Abrams     |
| 10 de junio de 2023     | Detroit           | Estados Unidos    | Ford Field                      | Girl in Red OWENN             |
| 16 de junio de 2023     | Pittsburgh        | Estados Unidos    | Acrisure Stadium                | Girl in Red Gracie Abrams     |
| 17 de junio de 2023     | Pittsburgh        | Estados Unidos    | Acrisure Stadium                | Girl in Red OWENN             |
| 23 de junio de 2023     | Mineápolis        | Estados Unidos    | U.S. Bank Stadium               | Girl in Red Gracie Abrams     |
| 24 de junio de 2023     | Mineápolis        | Estados Unidos    | U.S. Bank Stadium               | Girl in Red OWENN             |
| 30 de junio de 2023     | Cincinnati        | Estados Unidos    | Paycor Stadium                  | MUNA Gracie Abrams            |
| 1 de julio de 2023      | Cincinnati        | Estados Unidos    | Paycor Stadium                  | MUNA                          |
| 7 de julio de 2023      | Kansas City       | Estados Unidos    | GEHA Field at Arrowhead Stadium | MUNA Gracie Abrams            |
| 8 de julio de 2023      | Kansas City       | Estados Unidos    | GEHA Field at Arrowhead Stadium | MUNA Gracie Abrams            |
| 14 de julio de 2023     | Denver            | Estados Unidos    | Empower Field at Mile High      | MUNA Gracie Abrams            |
| 15 de julio de 2023     | Denver            | Estados Unidos    | Empower Field at Mile High      | MUNA Gracie Abrams            |
| 22 de julio de 2023     | Seattle           | Estados Unidos    | Lumen Field                     | Haim Gracie Abrams            |
| 23 de julio de 2023     | Seattle           | Estados Unidos    | Lumen Field                     | Haim Gracie Abrams            |
| 28 de julio de 2023     | Santa Clara       | Estados Unidos    | Levi's Stadium                  | Haim Gracie Abrams            |
| 29 de julio de 2023     | Santa Clara       | Estados Unidos    | Levi's Stadium                  | Haim Gracie Abrams            |
| 3 de agosto de 2023     | Inglewood         | Estados Unidos    | SoFi Stadium                    | Haim Gracie Abrams            |
| 4 de agosto de 2023     | Inglewood         | Estados Unidos    | SoFi Stadium                    | Haim OWENN                    |
| 5 de agosto de 2023     | Inglewood         | Estados Unidos    | SoFi Stadium                    | Haim Gayle                    |
| 7 de agosto de 2023     | Inglewood         | Estados Unidos    | SoFi Stadium                    | Haim Gracie Abrams            |
| 8 de agosto de 2023     | Inglewood         | Estados Unidos    | SoFi Stadium                    | Haim Gracie Abrams            |
| 9 de agosto de 2023     | Inglewood         | Estados Unidos    | SoFi Stadium                    | Haim Gayle                    |
| América Latina          |                   |                   |                                 |                               |
| 24 de agosto de 2023    | Ciudad de México  | México            | Foro Sol                        | Sabrina Carpenter             |
| 25 de agosto de 2023    | Ciudad de México  | México            | Foro Sol                        | Sabrina Carpenter             |
| 26 de agosto de 2023    | Ciudad de México  | México            | Foro Sol                        | Sabrina Carpenter             |
| 27 de agosto de 2023    | Ciudad de México  | México            | Foro Sol                        | Sabrina Carpenter             |
| 9 de noviembre de 2023  | Buenos Aires      | Argentina         | Estadio River Plate             | Louta Sabrina Carpenter       |
| 11 de noviembre de 2023 | Buenos Aires      | Argentina         | Estadio River Plate             | Louta Sabrina Carpenter       |
| 12 de noviembre de 2023 | Buenos Aires      | Argentina         | Estadio River Plate             | Louta Sabrina Carpenter       |
| 17 de noviembre de 2023 | Río de Janeiro    | Brasil            | Estadio Olímpico Nilton Santos  | Sabrina Carpenter             |
| 19 de noviembre de 2023 | Río de Janeiro    | Brasil            | Estadio Olímpico Nilton Santos  | Sabrina Carpenter             |
| 20 de noviembre de 2023 | Río de Janeiro    | Brasil            | Estadio Olímpico Nilton Santos  | Sabrina Carpenter             |
| 24 de noviembre de 2023 | São Paulo         | Brasil            | Allianz Parque                  | Sabrina Carpenter             |
| 25 de noviembre de 2023 | São Paulo         | Brasil            | Allianz Parque                  | Sabrina Carpenter             |
| 26 de noviembre de 2023 | São Paulo         | Brasil            | Allianz Parque                  | Sabrina Carpenter             |
| Asia y Oceanía          |                   |                   |                                 |                               |
| 7 de febrero de 2024    | Tokio             | Japón             | Tokyo Dome                      | —                             |
| 8 de febrero de 2024    | Tokio             | Japón             | Tokyo Dome                      | —                             |
| 9 de febrero de 2024    | Tokio             | Japón             | Tokyo Dome                      | —                             |
| 10 de febrero de 2024   | Tokio             | Japón             | Tokyo Dome                      | —                             |
| 16 de febrero de 2024   | Melbourne         | Australia         | Melbourne Cricket Ground        | Sabrina Carpenter             |
| 17 de febrero de 2024   | Melbourne         | Australia         | Melbourne Cricket Ground        | Sabrina Carpenter             |
| 18 de febrero de 2024   | Melbourne         | Australia         | Melbourne Cricket Ground        | Sabrina Carpenter             |
| 23 de febrero de 2024   | Sídney            | Australia         | Accor Stadium                   | —                             |
| 24 de febrero de 2024   | Sídney            | Australia         | Accor Stadium                   | Sabrina Carpenter             |
| 25 de febrero de 2024   | Sídney            | Australia         | Accor Stadium                   | Sabrina Carpenter             |
| 26 de febrero de 2024   | Sídney            | Australia         | Accor Stadium                   | Sabrina Carpenter             |
| 2 de marzo de 2024      | Singapur          | Singapur          | Singapore National Stadium      | Sabrina Carpenter             |
| 3 de marzo de 2024      | Singapur          | Singapur          | Singapore National Stadium      | Sabrina Carpenter             |
| 4 de marzo de 2024      | Singapur          | Singapur          | Singapore National Stadium      | Sabrina Carpenter             |
| 7 de marzo de 2024      | Singapur          | Singapur          | Singapore National Stadium      | Sabrina Carpenter             |
| 8 de marzo de 2024      | Singapur          | Singapur          | Singapore National Stadium      | Sabrina Carpenter             |
| 9 de marzo de 2024      | Singapur          | Singapur          | Singapore National Stadium      | Sabrina Carpenter             |
| Europa                  |                   |                   |                                 |                               |
| 9 de mayo de 2024       | Nanterre          | Francia           | Paris La Défense Arena          | Paramore                      |
| 10 de mayo de 2024      | Nanterre          | Francia           | Paris La Défense Arena          | Paramore                      |
| 11 de mayo de 2024      | Nanterre          | Francia           | Paris La Défense Arena          | Paramore                      |
| 12 de mayo de 2024      | Nanterre          | Francia           | Paris La Défense Arena          | Paramore                      |
| 17 de mayo de 2024      | Solna             | Suecia            | Friends Arena                   | Paramore                      |
| 18 de mayo de 2024      | Solna             | Suecia            | Friends Arena                   | Paramore                      |
| 19 de mayo de 2024      | Solna             | Suecia            | Friends Arena                   | Paramore                      |
| 24 de mayo de 2024      | Lisboa            | Portugal          | Estádio da Luz                  | Paramore                      |
| 25 de mayo de 2024      | Lisboa            | Portugal          | Estádio da Luz                  | Paramore                      |
| 29 de mayo de 2024      | Madrid            | España            | Estadio Santiago Bernabéu       | Paramore                      |
| 30 de mayo de 2024      | Madrid            | España            | Estadio Santiago Bernabéu       | Paramore                      |
| 2 de junio de 2024      | Décines-Charpieu  | Francia           | Groupama Stadium                | Paramore                      |
| 3 de junio de 2024      | Décines-Charpieu  | Francia           | Groupama Stadium                | Paramore                      |
| 7 de junio de 2024      | Edimburgo         | Reino Unido       | BT Murrayfield Stadium          | Paramore                      |
| 8 de junio de 2024      | Edimburgo         | Reino Unido       | BT Murrayfield Stadium          | Paramore                      |
| 9 de junio de 2024      | Edimburgo         | Reino Unido       | BT Murrayfield Stadium          | Paramore                      |
| 13 de junio de 2024     | Liverpool         | Reino Unido       | Anfield Stadium                 | Paramore                      |
| 14 de junio de 2024     | Liverpool         | Reino Unido       | Anfield Stadium                 | Paramore                      |
| 15 de junio de 2024     | Liverpool         | Reino Unido       | Anfield Stadium                 | Paramore                      |
| 18 de junio de 2024     | Cardiff           | Reino Unido       | Principality Stadium            | Paramore                      |
| 21 de junio de 2024     | Londres           | Reino Unido       | Estadio de Wembley              | Paramore Mette                |
| 22 de junio de 2024     | Londres           | Reino Unido       | Estadio de Wembley              | Paramore Griff                |
| 23 de junio de 2024     | Londres           | Reino Unido       | Estadio de Wembley              | Paramore Benson Boone         |
| 28 de junio de 2024     | Dublín            | Irlanda           | Aviva Stadium                   | Paramore                      |
| 29 de junio de 2024     | Dublín            | Irlanda           | Aviva Stadium                   | Paramore                      |
| 30 de junio de 2024     | Dublín            | Irlanda           | Aviva Stadium                   | Paramore                      |
| 4 de julio de 2024      | Ámsterdam         | Países Bajos      | Johan Cruyff Arena              | Paramore                      |
| 5 de julio de 2024      | Ámsterdam         | Países Bajos      | Johan Cruyff Arena              | Paramore                      |
| 6 de julio de 2024      | Ámsterdam         | Países Bajos      | Johan Cruyff Arena              | Paramore                      |
| 9 de julio de 2024      | Zúrich            | Suiza             | Stadion Letzigrund              | Paramore                      |
| 10 de julio de 2024     | Zúrich            | Suiza             | Stadion Letzigrund              | Paramore                      |
| 13 de julio de 2024     | Milán             | Italia            | San Siro                        | Paramore                      |
| 14 de julio de 2024     | Milán             | Italia            | San Siro                        | Paramore                      |
| 17 de julio de 2024     | Gelsenkirchen     | Alemania          | Veltins-Arena                   | Paramore                      |
| 18 de julio de 2024     | Gelsenkirchen     | Alemania          | Veltins-Arena                   | Paramore                      |
| 19 de julio de 2024     | Gelsenkirchen     | Alemania          | Veltins-Arena                   | Paramore                      |
| 23 de julio de 2024     | Hamburgo          | Alemania          | Volksparkstadion                | Paramore                      |
| 24 de julio de 2024     | Hamburgo          | Alemania          | Volksparkstadion                | Paramore                      |
| 27 de julio de 2024     | Múnich            | Alemania          | Olympiastadion                  | Paramore                      |
| 28 de julio de 2024     | Múnich            | Alemania          | Olympiastadion                  | Paramore                      |
| 1 de agosto de 2024     | Varsovia          | Polonia           | PGE Narodowy                    | Paramore                      |
| 2 de agosto de 2024     | Varsovia          | Polonia           | PGE Narodowy                    | Paramore                      |
| 3 de agosto de 2024     | Varsovia          | Polonia           | PGE Narodowy                    | Paramore                      |
| 15 de agosto de 2024    | Londres           | Reino Unido       | Estadio de Wembley              | Paramore Sofia Isella         |
| 16 de agosto de 2024    | Londres           | Reino Unido       | Estadio de Wembley              | Paramore Holly Humberstone    |
| 17 de agosto de 2024    | Londres           | Reino Unido       | Estadio de Wembley              | Paramore Suki Waterhouse      |
| 19 de agosto de 2024    | Londres           | Reino Unido       | Estadio de Wembley              | Paramore Maisie Peters        |
| 20 de agosto de 2024    | Londres           | Reino Unido       | Estadio de Wembley              | Paramore RAYE                 |
| América del Norte       |                   |                   |                                 |                               |
| 18 de octubre de 2024   | Miami Gardens     | Estados Unidos    | Hard Rock Stadium               | Gracie Abrams                 |
| 19 de octubre de 2024   | Miami Gardens     | Estados Unidos    | Hard Rock Stadium               | Gracie Abrams                 |
| 20 de octubre de 2024   | Miami Gardens     | Estados Unidos    | Hard Rock Stadium               | Gracie Abrams                 |
| 25 de octubre de 2024   | Nueva Orleans     | Estados Unidos    | Caesars Superdome               | Gracie Abrams                 |
| 26 de octubre de 2024   | Nueva Orleans     | Estados Unidos    | Caesars Superdome               | Gracie Abrams                 |
| 27 de octubre de 2024   | Nueva Orleans     | Estados Unidos    | Caesars Superdome               | Gracie Abrams                 |
| 1 de noviembre de 2024  | Indianápolis      | Estados Unidos    | Lucas Oil Stadium               | Gracie Abrams                 |
| 2 de noviembre de 2024  | Indianápolis      | Estados Unidos    | Lucas Oil Stadium               | Gracie Abrams                 |
| 3 de noviembre de 2024  | Indianápolis      | Estados Unidos    | Lucas Oil Stadium               | Gracie Abrams                 |
| 14 de noviembre de 2024 | Toronto           | Canadá            | Rogers Centre                   | Gracie Abrams                 |
| 15 de noviembre de 2024 | Toronto           | Canadá            | Rogers Centre                   | Gracie Abrams                 |
| 16 de noviembre de 2024 | Toronto           | Canadá            | Rogers Centre                   | Gracie Abrams                 |
| 21 de noviembre de 2024 | Toronto           | Canadá            | Rogers Centre                   | Gracie Abrams                 |
| 22 de noviembre de 2024 | Toronto           | Canadá            | Rogers Centre                   | Gracie Abrams                 |
| 23 de noviembre de 2024 | Toronto           | Canadá            | Rogers Centre                   | Gracie Abrams                 |
| 6 de diciembre de 2024  | Vancouver         | Canadá            | BC Place                        | Gracie Abrams                 |
| 7 de diciembre de 2024  | Vancouver         | Canadá            | BC Place                        | Gracie Abrams                 |
| 8 de diciembre de 2024  | Vancouver         | Canadá            | BC Place                        | Gracie Abrams                 |

### Fechas canceladas o pospuestas
| Fecha                | Ciudad | País    | Recinto              | Motivo                       | Ref.    |
| -------------------- | ------ | ------- | -------------------- | ---------------------------- | ------- |
| 8 de agosto de 2024  | Viena  | Austria | Ernst Happel Stadion | Amenaza de ataque terrorista | [ 204 ] |
| 9 de agosto de 2024  | Viena  | Austria | Ernst Happel Stadion | Amenaza de ataque terrorista | [ 204 ] |
| 10 de agosto de 2024 | Viena  | Austria | Ernst Happel Stadion | Amenaza de ataque terrorista | [ 204 ] |